# Lista i wyniki gal UFC na terenie Europy
Lista i wyniki gal UFC na terenie Europy.

## Lista gal
| Nr | Gala                                        | Data                 | Miejsce                                           | Frekwencja widowni |
| -- | ------------------------------------------- | -------------------- | ------------------------------------------------- | ------------------ |
| 1  | UFC 38: Brawl at the Hall                   | 13 lipca 2002        | Royal Albert Hall, Londyn, Anglia                 | 3 800              |
| 2  | UFC 70: Nations Collide                     | 21 kwietnia 2007     | Manchester Evening News Arena, Manchester, Anglia | 15,114             |
| 3  | UFC 72: Victory                             | 16 czerwca 2007      | The Odyssey, Belfast, Irlandia Północna           | 8,000              |
| 4  | UFC 75: Champion vs. Champion               | 8 września 2007      | The O2 Arena, Londyn, Anglia                      | 16,235             |
| 5  | UFC 80: Rapid Fire                          | 19 stycznia 2008     | Metro Radio Arena, Newcastle, Anglia              | 8,414              |
| 6  | UFC 85: Bedlam                              | 7 czerwca 2008       | The O2 Arena, Londyn, Anglia                      | 15,327             |
| 7  | UFC 89: Bisping vs. Leben                   | 7 czerwca 2008       | National Indoor Arena, Birmingham, Anglia         | 9,515              |
| 8  | UFC 93: Franklin vs. Henderson              | 17 stycznia 2009     | The O2, Dublin, Irlandia                          | 9,369              |
| 9  | UFC 95: Sanchez vs. Stevenson               | 21 lutego 2009       | The O2 Arena, Londyn, Anglia                      | 13,268             |
| 10 | UFC 99: The Comeback                        | 13 czerwca 2009      | Lanxess Arena, Kolonia, Niemcy                    | 12,854             |
| 11 | UFC 105: Couture vs. Vera                   | 14 listopada 2009    | Manchester Evening News Arena, Manchester, Anglia | 16,693             |
| 12 | UFC 120: Bisping vs. Akiyama                | 16 października 2010 | The O2 Arena, Londyn, Anglia                      | 17,133             |
| 13 | UFC 122: Marquardt vs. Okami                | 13 listopada 2010    | König Pilsener Arena, Oberhausen, Niemcy          | 8,421              |
| 14 | UFC 138: Leben vs. Muñoz                    | 5 listopada 2011     | Genting Arena, Birmingham, Anglia                 | 10,823             |
| 15 | UFC on Fuel TV: Gustafsson vs. Silva        | 14 kwietnia 2012     | Ericsson Globe, Sztokholm, Szwecja                | 15,428             |
| 16 | UFC on Fuel TV: Struve vs. Miocic           | 29 września 2012     | Capital FM Arena, Nottingham, Anglia              | 7,241              |
| 17 | UFC on Fuel TV: Barão vs. McDonald          | 16 lutego 2013       | Wembley Arena, Londyn, Anglia                     | 10,349             |
| 18 | UFC on Fuel TV: Mousasi vs. Latifi          | 6 kwietnia 2013      | Ericsson Globe, Sztokholm, Szwecja                | 14,506             |
| 19 | UFC Fight Night: Machida vs. Muñoz          | 26 października 2013 | Manchester Arena, Manchester, Anglia              | 10,355             |
| 20 | UFC Fight Night: Gustafsson vs. Manuwa      | 8 marca 2014         | The O2 Arena, Londyn, Anglia                      | 14,604             |
| 21 | UFC Fight Night: Munoz vs. Mousasi          | 31 maja 2014         | Mercedes-Benz Arena Berlin, Berlin, Niemcy        | 8,000              |
| 22 | UFC Fight Night: McGregor vs. Brandao       | 19 lipca 2014        | The O2, Dublin, Irlandia                          | 9,500              |
| 23 | UFC Fight Night: Nelson vs. Story           | 4 października 2014  | Ericsson Globe, Sztokholm, Szwecja                | 10,026             |
| 24 | UFC on Fox: Gustafsson vs. Johnson          | 24 stycznia 2015     | Tele2 Arena, Sztokholm, Szwecja                   | 30,000             |
| 25 | UFC Fight Night: Gonzaga vs Cro Cop 2       | 11 kwietnia 2015     | Tauron Arena Kraków, Kraków, Polska               | 10,000             |
| 26 | UFC Fight Night: Jędrzejczyk vs. Penne      | 20 czerwca 2015      | Mercedes-Benz Arena Berlin, Berlin, Niemcy        | 8,155              |
| 27 | UFC Fight Night: Bisping vs. Leites         | 18 lipca 2015        | The SSE Hydro, Glasgow, Szkocja                   | 10,451             |
| 28 | UFC Fight Night: Holohan vs. Smolka         | 24 października 2015 | 3Arena, Dublin, Irlandia                          | 9,500              |
| 29 | UFC Fight Night: Silva vs. Bisping          | 27 lutego 2016       | The O2 Arena, Londyn, Anglia                      | 16,734             |
| 30 | UFC Fight Night: Rothwell vs. dos Santos    | 10 kwietnia 2016     | Arena Zagreb, Zagrzeb, Chorwacja                  | 13,177             |
| 31 | UFC Fight Night: Overeem vs. Arlovski       | 8 maja 2016          | Ahoy Rotterdam, Rotterdam, Holandia               | 10,421             |
| 32 | UFC Fight Night: Arlovski vs. Barnett       | 3 września 2016      | Barclaycard Arena, Hamburg, Niemcy                | 10,421             |
| 33 | UFC 204: Bisping vs. Henderson 2            | 8 października 2016  | Manchester Arena, Manchester, Anglia              | 16,000             |
| 34 | UFC Fight Night: Mousasi vs. Hall 2         | 19 listopada 2016    | The SSE Arena, Belfast, Irlandia Północna         | 7,222              |
| 35 | UFC Fight Night: Manuwa vs. Anderson        | 18 marca 2017        | The O2 Arena, Londyn, Anglia                      | 19,761             |
| 36 | UFC Fight Night: Gustafsson vs. Teixeira    | 28 maja 2017         | Ericsson Globe, Sztokholm, Szwecja                | 12,668             |
| 37 | UFC Fight Night: Nelson vs. Ponzinibbio     | 16 lipca 2017        | SSE Hydro Arena, Glasgow, Szkocja                 | 10,589             |
| 38 | UFC Fight Night: Struve vs. Volkov          | 2 września 2017      | Ahoy Rotterdam, Rotterdam, Holandia               | 10,224             |
| 39 | UFC Fight Night: Cerrone vs. Till           | 21 października 2017 | Ergo Arena, Gdańsk/Sopot, Polska                  | 11,138             |
| 40 | UFC Fight Night: Werdum vs. Volkov          | 17 marca 2018        | The O2 Arena, Londyn, Anglia                      | 16,274             |
| 41 | UFC Fight Night: Thompson vs. Till          | 27 maja 2018         | Echo Arena, Liverpool, Anglia                     | 8,520              |
| 42 | UFC Fight Night: Shogun vs. Smith           | 22 lipca 2018        | Barclaycard Arena, Hamburg, Niemcy                | 7,798              |
| 43 | UFC Fight Night: Hunt vs. Oleynik           | 15 września 2018     | Olimpijskij, Moskwa, Rosja                        | 22,603             |
| 44 | UFC on ESPN+ 3: Błachowicz vs. Santos       | 23 lutego 2019       | O2 Arena, Praga, Czechy                           | 16,583             |
| 45 | UFC on ESPN+ 5: Till vs. Masvidal           | 16 marca 2019        | The O2 Arena, Londyn, Anglia                      | 16,602             |
| 46 | UFC on ESPN+ 7: Olejnik vs. Overeem         | 20 kwietnia 2019     | Jubileuszowy Pałac Sportu, Petersburg, Rosja      | 7,236              |
| 47 | UFC on ESPN+ 10: Gustafsson vs. Smith       | 1 czerwca 2019       | Ericsson Globe, Sztokholm, Szwecja                | 14,319             |
| 48 | UFC on ESPN+ 18: Hermansson vs. Cannonier   | 28 września 2019     | Royal Arena, Kopenhaga, Dania                     | 12,767             |
| 49 | UFC on ESPN+ 21: Magomedsharipov vs. Kattar | 9 listopada 2019     | CSKA Arena, Moskwa, Rosja                         | 11,305             |
| 50 | UFC Fight Night: Volkov vs. Aspinall        | 19 marca 2022        | The O2 Arena, Londyn, Anglia                      | 17,081             |
| 51 | UFC Fight Night: Aspinall vs. Blaydes       | 23 lipca 2022        | The O2 Arena, Londyn, Anglia                      | 17,813             |
| 52 | UFC Fight Night: Gane vs. Tuivasa           | 3 września 2022      | AccorHotels Arena, Paryż, Francja                 | 15,405             |
| 53 | UFC 286: Edwards. Usman 3                   | 18 marca 2023        | The O2 Arena, Londyn, Anglia                      | 17,588             |
| 54 | UFC Fight Night: Aspinall vs. Tybura        | 22 lipca 2023        | The O2 Arena, Londyn, Anglia                      | 15 078             |
| 55 | UFC Fight Night: Gane vs. Spivak            | 2 września 2023      | AccorHotels Arena, Paryż, Francja                 | 15 610             |
| 56 | UFC 304: Edwards vs. Muhammad 2             | 27 lipca 2024        | Co-op Live, Manchester, Anglia                    | 17 907             |
| 57 | UFC Fight Night: Moicano vs. Saint Denis    | 28 września 2024     | AccorHotels Arena, Paryż, Francja                 | 15 499             |
| 58 | UFC Fight Night: Edwards vs. Brady          | 22 marca 2025        | The O2 Arena, Londyn, Anglia                      | 18 583             |
| 59 | UFC Fight Night: Hill vs. Rountree          | 21 czerwca 2025      | Baku Crystal Hall, Baku, Azerbejdżan              | 14 424             |
| 61 | UFC Fight Night: Imavov vs. Borralho        | 6 września 2025      | AccorHotels Arena, Paryż, Francja                 |                    |
| 61 | UFC                                         |                      |                                                   |                    |

## Wykaz miast europejskich w których gościło UFC
"stan na 28 lipca 2025"
- Londyn -  15 razy
- Manchester - 5 razy
- Sztokholm - 5 razy
- Paryż - 3 razy
- Dublin - 3 razy
- Birmingham - 2 razy
- Hamburg  - 2 razy
- Berlin - 2 razy
- Rotterdam - 2 razy
- Belfast - 2 razy
- Moskwa - 2 razy
- Glasgow - 2 razy
- Baku - 1 raz
- Newcastle - 1 raz
- Nottingham - 1 raz
- Zagrzeb - 1 raz
- Praga - 1 raz
- Kopenhaga - 1 raz
- Kolonia - 1 raz
- Oberhausen - 1 raz
- Gdańsk/Sopot - 1 raz
- Kraków - 1 raz
- Petersburg - 1 raz

## Wyniki gal

### UFC 38: Brawl at the Hall
Walka wieczoru
- Walka o pas mistrzowski UFC w kategorii półśredniej:  Matt Hughes  –  Carlos Newton

Zwycięstwo Hughesa przez TKO w 4 rundzie
Karta główna
- Walka w kategorii ciężkiej:  Ian Freeman  –  Frank Mir

Zwycięstwo Freemana przez TKO w 1 rundzie
- Walka w kategorii średniej:  Mark Weir  –  Eugene Jackson

Zwycięstwo Weira przez KO w 1 rundzie
- Walka w kategorii lekkiej:  Leigh Remedios  –  Genki Sudo

Zwycięstwo Remediosa przez poddanie w 2 rundzie
- Walka w kategorii półciężkiej:  James Zikic  –  Phillip Miller

Zwycięstwo Millera przez jednogłośną decyzję sędziów
Karta wstępna
- Walka w kategorii półciężkiej:  Renato Sobral  –  Elvis Sinosic

Zwycięstwo Sobrala przez jednogłośną decyzję sędziów
- Walka w kategorii półciężkiej:  Chris Haseman  –  Evan Tanner

Zwycięstwo Tannera przez jednogłośną decyzję sędziów

### UFC 70: Nations Collide
Walka wieczoru
- Walka w kategorii ciężkiej:  Gabriel Gonzaga –  Mirko Filipović

Zwycięstwo Gonzagi przez KO w 1 rundzie
Karta główna
- Walka w kategorii ciężkiej:  Fabricio Werdum –  Andrej Arłouski

Zwycięstwo Arłouskiego przez jednogłośną decyzję sędziów
- Walka w kategorii  półciężkiej:  Elvis Sinosic –  Michael Bisping

Zwycięstwo Bispinga przez TKO w 2 rundzie
- Walka w kategorii  półciężkiej:  Lyoto Machida –  David Heath

Zwycięstwo Machidy przez jednogłośną decyzję sędziów
- Walka w kategorii ciężkiej:  Assuerio Silva –  Cheick Kongo

Zwycięstwo Kongo przez jednogłośną decyzję sędziów
Karta wstępna
- Walka w kategorii lekkiej:  Terry Etim –  Matt Grice

Zwycięstwo Etima przez poddanie w 1 rundzie
- Walka w kategorii lekkiej:  Junior Assuncao –  David Lee

Zwycięstwo Assuncao przez poddanie w 2 rundzie
- Walka w kategorii półciężkiej:  Victor Valimaki –  Alessio Sakara

Zwycięstwo Sakary przez TKO w 1 rundzie
- Walka w kategorii półśredniej:  Jess Liaudin –  Dennis Siver

Zwycięstwo Liaudina przez poddanie w 1 rundzie
- Walka w kategorii półśredniej:  Edilberto de Oliveira –  Paul Taylor

Zwycięstwo Taylora przez TKO w 3 rundzie
Nagrody bonusowe:
- Walka wieczoru →  Michael Bisping –  Elvis Sinosic
- Poddanie wieczoru →  Terry Etim
- Nokaut wieczoru →  Gabriel Gonzaga

### UFC 72: Victory
Walka wieczoru
- Walka w kategorii średniej:  Yūshin Okami –  Rich Franklin

Zwycięstwo Franklina przez jednogłośną decyzję sędziów
Karta główna
- Walka w kategorii półciężkiej:  Forrest Griffin  –  Hector Ramirez

Zwycięstwo Forresta Griffina przez jednogłośną decyzję sędziów
- Walka w kategorii :  Jason MacDonald  –  Rory Singer

Zwycięstwo MacDonalda przez TKO w 2 rundzie
- Walka w kategorii lekkiej:  Tyson Griffin –  Clay Guida

Zwycięstwo Tysona Griffina przez niejednogłośną decyzję sędziów
- Walka w kategorii średniej:  Ed Herman  –  Scott Smith

Zwycięstwo Hermana przez poddanie w 2 rundzie
Karta wstępna
- Walka w kategorii półśredniej:  Jason Tan –  Marcus Davis

Zwycięstwo Davisa przez KO w 1 rundzie
- Walka w kategorii ciężkiej:  Colin Robinson –  Eddie Sanchez

Zwycięstwo Sancheza przez TKO w 2 rundzie
- Walka w kategorii półśredniej:  Steven Lynch –  Dustin Hazelett

Zwycięstwo Hazeletta przez poddanie w 1 rundzie
Nagrody bonusowe:
- Walka wieczoru →  Tyson Griffin –  Clay Guida
- Poddanie wieczoru →  Ed Herman
- Nokaut wieczoru →  Marcus Davis

### UFC 75: Champion vs. Champion
Walka wieczoru
- Walka w kategorii półciężkiej:  Quinton Jackson –  Dan Henderson

Zwycięstwo Jacksona przez jednogłośną decyzję sędziów
Karta główna
- Walka w kategorii półciężkiej:  Michael Bisping –  Matt Hamill

Zwycięstwo Bispinga przez niejednogłośną decyzję sędziów
- Walka w kategorii ciężkiej:   Mirko Filipović –  Cheick Kongo

Zwycięstwo Kongo przez jednogłośną decyzję sędziów
- Walka w kategorii półśredniej:  Paul Taylor –  Marcus Davis

Zwycięstwo Davisa przez poddanie w 1 rundzie
- Walka w kategorii półciężkiej:  Alessio Sakara –  Houston Alexander

Zwycięstwo Alexandra przez TKO w 1 rundzie
Karta wstępna
- Walka w kategorii lekkiej:  Gleison Tibau –  Terry Etim

Zwycięstwo Tibau przez jednogłośną decyzję sędziów
- Walka w kategorii półciężkiej:  Thiago Silva –  Tomasz Drwal

Zwycięstwo Silvy przez TKO w 2 rundzie
- Walka w kategorii lekkiej:  Dennis Siver –  Naoyuki Kotani

Zwycięstwo Sivera przez KO w 2 rundzie
- Walka w kategorii półśredniej:  Jess Liaudin –  Anthony Torres

Zwycięstwo Liaudina przez TKO w 1 rundzie
Nagrody bonusowe:
- Walka wieczoru →   Paul Taylor –  Marcus Davis
- Poddanie wieczoru →  Marcus Davis
- Nokaut wieczoru →  Houston Alexander

### UFC 80: Rapid Fire
Walka wieczoru
- Walka o pas mistrzowski UFC w kategorii lekkiej:  BJ Penn –  Joe Stevenson

Zwycięstwo Penna przez poddanie w 2 rundzie
Karta główna
- Walka w kategorii ciężkiej:  Gabriel Gonzaga –  Fabricio Werdum

Zwycięstwo Werduma przez TKO w 2 rundzie
- Walka w kategorii półśredniej:  Jess Liaudin –  Marcus Davis

Zwycięstwo Davisa przez KO w 1 rundzie
- Walka w kategorii półciężkiej:  Wilson Gouveia –  Jason Lambert

Zwycięstwo Gouveii przez KO w 2 rundzie
- Walka w kategorii średniej:  Kendall Grove –  Jorge Rivera

Zwycięstwo Rivery przez TKO w 1 rundzie
Karta wstępna
- Walka w kategorii ciężkiej:  Colin Robinson –  Antoni Hardonk

Zwycięstwo Hardonka przez TKO w 1 rundzie
- Walka w kategorii półśredniej:  Paul Kelly –  Paul Taylor

Zwycięstwo Kelly'ego przez jednogłośną decyzję sędziów
- Walka w kategorii półciężkiej:  Alessio Sakara –  James Lee

Zwycięstwo Sakary przez TKO w 1 rundzie
- Walka w kategorii lekkiej:  Sam Stout –  Per Eklund

Zwycięstwo Stouta przez jednogłośną decyzję sędziów
Nagrody bonusowe:
- Walka wieczoru →   Paul Kelly –  Paul Taylor
- Poddanie wieczoru →  BJ Penn
- Nokaut wieczoru →  Wilson Gouveia

### UFC 85: Bedlam
Walka wieczoru
- Walka w limicie -78 kg:  Thiago Alves –  Matt Hughes

Zwycięstwo Alvesa przez TKO w 2 rundzie
Karta główna
- Walka w kategorii średniej:  Jason Day –  Michael Bisping

Zwycięstwo Bispinga przez TKO w 1 rundzie
- Walka w kategorii półśredniej:  Marcus Davis –  Mike Swick

Zwycięstwo Swicka przez jednogłośną decyzję sędziów
- Walka w kategorii średniej:  Thales Leites –  Nate Marquardt

Zwycięstwo Leitesa przez niejednogłośną decyzję sędziów
- Walka w kategorii ciężkiej:  Fabricio Werdum –  Brandon Vera

Zwycięstwo Werduma przez TKO w 1 rundzie
Karta wstępna
- Walka w kategorii średniej:  Martin Kampmann –  Jorge Rivera

Zwycięstwo Kampmanna przez poddanie w 1 rundzie
- Walka w kategorii lekkiej:  Thiago Tavares –  Matt Wiman

Zwycięstwo Wimana przez KO w 2 rundzie
- Walka w kategorii półśredniej:  Roan Carneiro –  Kevin Burns

Zwycięstwo Burnsa przez poddanie w 2 rundzie
- Walka w kategorii półciężkiej:  Luiz Cané –  Jason Lambert

Zwycięstwo Cané przez TKO w 1 rundzie
- Walka w kategorii półśredniej:  Paul Taylor –  Jess Liaudin

Zwycięstwo Taylora przez niejednogłośną decyzję sędziów
- Walka w kategorii ciężkiej:  Antoni Hardonk –  Eddie Sanchez

Zwycięstwo Hardonka przez TKO w 2 rundzie
Nagrody bonusowe:
- Walka wieczoru →   Thiago Tavares –  Matt Wiman
- Poddanie wieczoru →  Kevin Burns
- Nokaut wieczoru →   Thiago Alves

### UFC 89: Bisping vs. Leben
Walka wieczoru
- Walka w kategorii średniej:  Michael Bisping –  Chris Leben

Zwycięstwo Bispinga przez jednogłośną decyzję sędziów
Karta główna
- Walka w kategorii półciężkiej:  Keith Jardine –  Brandon Vera

Zwycięstwo Jardine'a przez niejednogłośną decyzję sędziów
- Walka w kategorii półciężkiej:  Luiz Cané –  Rameau Thierry Sokoudjou

Zwycięstwo Cané przez TKO w 2 rundzie
- Walka w kategorii półśredniej:  Paul Taylor –  Chris Lytle

Zwycięstwo Lytle przez jednogłośną decyzję sędziów
- Walka w kategorii półśredniej:  Paul Kelly –  Marcus Davis

Zwycięstwo Davisa przez poddanie w 2 rundzie
Karta wstępna
- Walka w kategorii półśredniej:  Dan Hardy –  Akihiro Gono

Zwycięstwo Hardy'ego przez jednogłośną decyzję sędziów
- Walka w kategorii ciężkiej:  Shane Carwin –  Neil Wain

Zwycięstwo Carwina przez TKO w 1 rundzie
- Walka w kategorii lekkiej:  Jess Liaudin –  David Bielkheden

Zwycięstwo Bielkhedena przez jednogłośną decyzję sędziów
- Walka w kategorii lekkiej:  Sam Stout –  Terry Etim

Zwycięstwo Etima przez jednogłośną decyzję sędziów
- Walka w kategorii lekkiej:  David Baron –  Jim Miller

Zwycięstwo Millera przez poddanie w 3 rundzie
- Walka w kategorii lekkiej:  Samy Schiavo –  Per Eklund

Zwycięstwo Eklunda przez poddanie w 3 rundzie
Nagrody bonusowe:
- Walka wieczoru →   Paul Taylor –  Chris Lytle
- Poddanie wieczoru →  Jim Miller
- Nokaut wieczoru →  Luiz Cané

### UFC 93: Franklin vs. Henderson
Walka wieczoru
- Walka w kategorii półciężkiej:  Rich Franklin –  Dan Henderson

Zwycięstwo Hendersona przez niejednogłośną decyzję sędziów
Karta główna
- Walka w kategorii półciężkiej:  Maurício Rua –  Mark Coleman

Zwycięstwo Ruy przez TKO w 3 rundzie
- Walka w kategorii półciężkiej:  Rousimar Palhares –  Jeremy Horn

Zwycięstwo Palharesa przez jednogłośną decyzję sędziów
- Walka w kategorii średniej:  Denis Kang –  Alan Belcher

Zwycięstwo Belchera przez poddanie w 2 rundzie
- Walka w kategorii półśredniej:  Marcus Davis –  Chris Lytle

Zwycięstwo Davisa przez niejednogłośną decyzję sędziów
Karta wstępna
- Walka w kategorii półśredniej:  John Hathaway –  Tom Egan

Zwycięstwo Hathawaya przez TKO w 1 rundzie
- Walka w kategorii półśredniej:  Alexandre Barros –  Martin Kampmann

Zwycięstwo Kampmanna przez TKO w 2 rundzie
- Walka w kategorii półciężkiej:   Antonio Mendes –  Eric Schafer

Zwycięstwo Schafera przez TKO w 1 rundzie
- Walka w kategorii półciężkiej:  Ivan Serati –  Tomasz Drwal

Zwycięstwo Drwala przez TKO w 1 rundzie
- Walka w kategorii lekkiej:  Dennis Siver –  Nate Mohr

Zwycięstwo Sivera przez TKO w 3 rundzie
Nagrody bonusowe:
- Walka wieczoru →   Marcus Davis –  Chris Lytle oraz   Maurício Rua –  Mark Coleman
- Poddanie wieczoru →  Alan Belcher
- Nokaut wieczoru →  Dennis Siver

### UFC 95: Sanchez vs. Stevenson
Walka wieczoru
- Walka w kategorii lekkiej:  Diego Sanchez –  Joe Stevenson

Zwycięstwo Sancheza przez jednogłośną decyzję sędziów
Karta główna
- Walka w kategorii półśredniej:  Dan Hardy –  Rory Markham

Zwycięstwo Hardy'ego przez KO w 1 rundzie
- Walka w kategorii średniej:  Wilson Gouveia –  Nate Marquardt

Zwycięstwo Marquardta przez TKO w 3 rundzie
- Walka w kategorii średniej:  Demian Maia –  Chael Sonnen

Zwycięstwo Maiy przez poddanie w 1 rundzie
- Walka w kategorii półśredniej:  Paulo Thiago –  Josh Koscheck

Zwycięstwo Thiago przez KO w 1 rundzie
Karta wstępna
- Walka w kategorii lekkiej:  Terry Etim –  Brian Cobb

Zwycięstwo Etima przez TKO w 2 rundzie
- Walka w kategorii ciężkiej:  Junior dos Santos –  Stefan Struve

Zwycięstwo dos Santosa przez TKO w 1 rundzie
- Walka w kategorii lekkiej:  Per Eklund –  Evan Dunham

Zwycięstwo Dunhama przez KO w 1 rundzie
- Walka w kategorii ciężkiej:  Neil Grove –  Mike Ciesnolevicz

Zwycięstwo Ciesnolevicza przez poddanie w 1 rundzie
- Walka w kategorii półśredniej:  Paul Kelly –  Troy Mandaloniz

Zwycięstwo Kelly'ego przez jednogłośną decyzję sędziów
Nagrody bonusowe:
- Walka wieczoru →   Diego Sanchez –  Joe Stevenson
- Poddanie wieczoru →  Demian Maia
- Nokaut wieczoru →  Paulo Thiago

### UFC 99: The Comeback
Walka wieczoru
- Walka w limicie -88 kg:  Wanderlei Silva –  Rich Franklin

Zwycięstwo Franklina przez jednogłośną decyzję sędziów
Karta główna
- Walka w kategorii ciężkiej:  Cheick Kongo –  Cain Velasquez

Zwycięstwo Velasqueza przez jednogłośną decyzję sędziów
- Walka w kategorii ciężkiej:  Mirko Filipović –  Mostapha al-Turk

Zwycięstwo Filipovicia przez TKO w 1 rundzie
- Walka w kategorii półśredniej:  Ben Saunders –  Mike Swick

Zwycięstwo Swicka przez TKO w 2 rundzie
- Walka w kategorii lekkiej:  Caol Uno –  Spencer Fisher

Zwycięstwo Fishera przez jednogłośną decyzję sędziów
- Walka w kategorii półśredniej:  Dan Hardy –  Marcus Davis

Zwycięstwo Hardy'ego przez niejednogłośną decyzję sędziów
Karta wstępna
- Walka w kategorii lekkiej:  Terry Etim –  Justin Buchholz

Zwycięstwo Etima przez poddanie w 2 rundzie
- Walka w kategorii lekkiej:  Dennis Siver –  Dale Hartt

Zwycięstwo Sivera przez poddanie w 1 rundzie
- Walka w kategorii półśredniej:  Paul Taylor –  Peter Sobotta

Zwycięstwo Taylora przez jednogłośną decyzję sędziów
- Walka w kategorii lekkiej:  Paul Kelly –  Rolando Delgado

Zwycięstwo Kelly'ego przez jednogłośną decyzję sędziów
- Walka w kategorii ciężkiej:  Denis Stojnić –  Stefan Struve

Zwycięstwo Struve przez poddanie w 2 rundzie
- Walka w kategorii półśredniej:  John Hathaway –  Rick Story

Zwycięstwo Hathawaya przez jednogłośną decyzję sędziów
Nagrody bonusowe:
- Walka wieczoru →   Wanderlei Silva –  Rich Franklin
- Poddanie wieczoru →  Terry Etim
- Nokaut wieczoru →  Mike Swick

### UFC 105: Couture vs. Vera
Walka wieczoru
- Walka w kategorii półciężkiej:  Randy Couture –  Brandon Vera

Zwycięstwo Couture przez jednogłośną decyzję sędziów
Karta główna
- Walka w kategorii półśredniej:  Dan Hardy –  Mike Swick

Zwycięstwo Hardy'ego przez jednogłośną decyzję sędziów
- Walka w kategorii średniej:  Denis Kang –  Michael Bisping

Zwycięstwo Bispinga przez TKO w 2 rundzie
- Walka w kategorii półśredniej:  James Wilks –  Matt Brown

Zwycięstwo Browna przez TKO w 3 rundzie
- Walka w kategorii lekkiej:  Ross Pearson –  Aaron Riley

Zwycięstwo Pearsona przez TKO w 2 rundzie
Karta wstępna
- Walka w kategorii półśredniej:  John Hathaway –  Paul Taylor

Zwycięstwo Hathawaya przez jednogłośną decyzję sędziów
- Walka w kategorii lekkiej:  Terry Etim –  Shannon Gugerty

Zwycięstwo Etima przez poddanie w 2 rundzie
- Walka w kategorii półśredniej:  Nick Osipczak –  Matt Riddle

Zwycięstwo Osipczaka przez TKO w 3 rundzie
- Walka w kategorii lekkiej:  Paul Kelly –  Dennis Siver

Zwycięstwo Sivera przez TKO w 2 rundzie
- Walka w kategorii półciężkiej:  Alexander Gustafsson –  Jared Hamman

Zwycięstwo Gustafssona przez KO w 1 rundzie
- Walka w kategorii lekkiej:  Andre Winner –  Rolando Delgado

Zwycięstwo Winnera przez KO w 1 rundzie
Nagrody bonusowe:
- Walka wieczoru →    Denis Kang –  Michael Bisping
- Poddanie wieczoru →  Terry Etim
- Nokaut wieczoru →  Dennis Siver

### UFC 120: Bisping vs. Akiyama
Walka wieczoru
- Walka w kategorii średniej:  Michael Bisping –  Yoshihiro Akiyama

Zwycięstwo Bispinga przez jednogłośną decyzję sędziów
Karta główna
- Walka w kategorii półśredniej:  Dan Hardy –  Carlos Condit

Zwycięstwo Condita przez KO w 1 rundzie
- Walka w kategorii półśredniej:  John Hathaway –  Mike Pyle

Zwycięstwo Pyle przez jednogłośną decyzję sędziów
- Walka w kategorii ciężkiej:  Cheick Kongo –  Travis Browne

Większościowy remis (3x28-28)
- Walka w kategorii półśredniej:  Claude Patrick –  James Wilks

Zwycięstwo Patricka przez jednogłośną decyzję sędziów
Karta wstępna
- Walka w kategorii półciężkiej:  Cyrille Diabaté –  Alexander Gustafsson

Zwycięstwo Gustafssona przez poddanie w 2 rundzie
- Walka w kategorii ciężkiej:  Vinicius Queiroz –  Rob Broughton

Zwycięstwo Broughtona przez poddanie w 3 rundzie
- Walka w kategorii lekkiej:  Mark Holst –  Paul Sass

Zwycięstwo Sassa przez poddanie w 1 rundzie
- Walka w kategorii lekkiej:  Curt Warburton –  Spencer Fisher

Zwycięstwo Fishera przez jednogłośną decyzję sędziów
- Walka w kategorii półciężkiej:  Fabio Maldonado –  James McSweeney

Zwycięstwo Maldonado przez TKO w 3 rundzie
Nagrody bonusowe:
- Walka wieczoru →   Michael Bisping –  Yoshihiro Akiyama
- Poddanie wieczoru →  Paul Sass
- Nokaut wieczoru →  Carlos Condit

### UFC 122: Marquardt vs. Okami
Walka wieczoru
- Walka w kategorii:  Nate Marquardt –  Yushin Okami

Zwycięstwo Okamiego przez jednogłośną decyzję sędziów
Karta główna
- Walka w kategorii lekkiej:  Andre Winner –  Dennis Siver

Zwycięstwo Sivera przez poddanie w 1 rundzie
- Walka w kategorii półśredniej:  Peter Sobotta –  Amir Sadollah

Zwycięstwo Sadollaha przez jednogłośną decyzję sędziów
- Walka w kategorii półciężkiej:  Krzysztof Soszyński –  Goran Reljić

Zwycięstwo Soszyńskiego przez jednogłośną decyzję sędziów
- Walka w kategorii półśredniej:  Nick Osipczak –  Duane Ludwig

Zwycięstwo Ludwiga przez niejednogłośną decyzję sędziów
Karta wstępna
- Walka w kategorii półciężkiej:  Uładzimir Maciuszenka –  Alexandre Ferreira

Zwycięstwo Maciuszenki przez TKO w 1 rundzie
- Walka w kategorii półśredniej:  Mark Scanlon –  Pascal Krauss

Zwycięstwo Kraussa przez jednogłośną decyzję sędziów
- Walka w kategorii średniej:  Kyle Noke –  Rob Kimmons

Zwycięstwo Noke przez poddanie w 2 rundzie
- Walka w kategorii półciężkiej:  Karlos Vémola –  Seth Petruzelli

Zwycięstwo Vemoli przez TKO w 1 rundzie
- Walka w kategorii półśredniej:  Carlos Eduardo Rocha –  Kris McCray

Zwycięstwo Rochy przez poddanie w 1 rundzie
Nagrody bonusowe:
- Walka wieczoru →   Mark Scanlon –  Pascal Krauss
- Poddanie wieczoru →  Dennis Siver
- Nokaut wieczoru →  Karlos Vémola

### UFC 138: Leben vs. Muñoz
Walka wieczoru
- Walka w kategorii średniej:  Chris Leben –  Mark Muñoz

Zwycięstwo Munoza przez TKO w 2 rundzie
Karta główna
- Walka w kategorii koguciej:  Renan Barão –  Brad Pickett

Zwycięstwo Barao przez poddanie w 1 rundzie
- Walka w kategorii półśredniej:  Thiago Alves –  Papy Abedi

Zwycięstwo Alvesa przez poddane w 1 rundzie
- Walka w kategorii półciężkiej:  Anthony Perosh –  Cyrille Diabaté

Zwycięstwo Perosha przez poddanie w 2 rundzie
- Walka w kategorii lekkiej:  Terry Etim –  Edward Faaloloto

Zwycięstwo Etima przez poddanie w 1 rundzie
Karta wstępna
- Walka w kategorii półśredniej:  John Maguire –  Justin Edwards

Zwycięstwo Maguire przez jednogłośną decyzję sędziów
- Walka w kategorii ciężkiej:  Rob Broughton –  Phil De Fries

Zwycięstwo De Friesa przez jednogłośną decyzję sędziów
- Walka w kategorii piórkowej:  Jason Young –  Michihiro Omigawa

Zwycięstwo Omigawy przez jednogłośną decyzję sędziów
- Walka w kategorii półśredniej:  Che Mills –  Chris Cope

Zwycięstwo Millsa przez TKO w 1 rundzie
- Walka w kategorii koguciej:  Vaughan Lee -  Chris Cariaso

Zwycięstwo Cariaso przez niejednogłośną decyzję sędziów
Nagrody bonusowe:
- Walka wieczoru →   Renan Barão –  Brad Pickett
- Poddanie wieczoru →  Terry Etim
- Nokaut wieczoru →  Che Mills

### UFC on Fuel TV: Gustafsson vs. Silva
Walka wieczoru
- Walka w kategorii półciężkiej:  Thiago Silva –  Alexander Gustafsson

Zwycięstwo Gustafssona przez jednogłośną decyzję sedziów
Karta główna
- Walka w kategorii średniej:  Alessio Sakara –  Brian Stann

Zwycięstwo Stanna przez TKO w 1 rundzie
- Walka w kategorii półśredniej:  Siyar Bahadurzada –  Paulo Thiago

Zwycięstwo Bahadurzady przez KO w 1 rundzie
- Walka w kategorii piórkowej:  Diego Nunes –  Dennis Siver

Zwycięstwo Sivera przez jednogłośną decyzję sedziów
- Walka w kategorii półśredniej:  John Maguire –  DaMarques Johnson

Zwycięstwo Maguire przez poddanie w 2 rundzie
- Walka w kategorii koguciej:  Brad Pickett –  Damacio Page

Zwycięstwo Picketta przez poddanie w 2 rundzie
Karta wstępna
- Walka w kategorii półśredniej:  Papy Abedi –  James Head

Zwycięstwo Heada przez poddanie w 1 rundzie
- Walka w kategorii półciężkiej:  Cyrille Diabate –  Tom DeBlass

Zwycięstwo Diabate przez większościową decyzję sedziów
- Walka w kategorii średniej:  Francis Carmont –  Magnus Cedenblad

Zwycięstwo Carmonta przez poddanie w 2 rundzie
- Walka w kategorii lekkiej:  Yoislandy Izquierdo –  Reza Madadi

Zwycięstwo Madadiego przez poddanie w 2 rundzie
- Walka w kategorii półśredniej:  Simeon Thoresen –  Besam Yousef

Zwycięstwo Thoresena przez poddanie w 2 rundzie
- Walka w kategorii piórkowej:  Jason Young  –  Eric Wisely

Zwycięstwo Younga przez jednogłośną decyzję sędziów
Nagrody bonusowe:
- Walka wieczoru →   Brad Pickett –  Damacio Page
- Poddanie wieczoru →  John Maguire
- Nokaut wieczoru →   Siyar Bahadurzada

### UFC on Fuel TV: Struve vs. Miocic
Walka wieczoru
- Walka w kategorii ciężkiej:  Stefan Struve –  Stipe Miocic

Zwycięstwo Struve przez KO w 2 rundzie
Karta główna
- Walka w kategorii półśredniej:  Dan Hardy –  Amir Sadollah

Zwycięstwo Hardy'ego przez jednogłośną decyzję sędziów
- Walka w kategorii koguciej:  Brad Pickett –  Yves Jabouin

Zwycięstwo Picketta przez KO w 1 rundzie
- Walka w kategorii lekkiej:  Paul Sass –  Matt Wiman

Zwycięstwo Wimana przez poddanie w 1 rundzie
- Walka w kategorii półśredniej:  John Hathaway –  John Maguire

Zwycięstwo Hathawaya przez jednogłośną decyzję sędziów
- Walka w kategorii półśredniej:  Che Mills –  Duane Ludwig

Zwycięstwo Millsa przez TKO w 1 rundzie
Karta wstępna
- Walka w kategorii półciężkiej:  Jimi Manuwa –  Kyle Kingsbury

Zwycięstwo Manuwy przez TKO w 2 rundzie
- Walka w kategorii piórkowej:  Andy Ogle –  Akira Corassani

Zwycięstwo Corassaniego przez niejednogłośną decyzję sędziów
- Walka w kategorii średniej:  Tom Watson –  Brad Tavares

Zwycięstwo Tavaresa przez niejednogłośną decyzję sędziów
- Walka w kategorii średniej:  Gunnar Nelson –  DaMarques Johnson

Zwycięstwo Nelsona przez poddanie w 1 rundzie
- Walka w kategorii piórkowej:  Jason Young –  Robbie Peralta

Zwycięstwo Peralty przez KO w 1 rundzie
Nagrody bonusowe:
- Walka wieczoru →   Stefan Struve –  Stipe Miocic
- Poddanie wieczoru →  Matt Wiman
- Nokaut wieczoru →  Brad Pickett

### UFC on Fuel TV: Barão vs. McDonald
Walka wieczoru
- Walka o tymczasowy pas mistrzowski UFC w kategorii koguciej:  Renan Barão –  Michael McDonald

Zwycięstwo Barão przez poddanie w 4 rundzie
Karta główna
- Walka w kategorii piórkowej:  Dustin Poirier –  Cub Swanson

Zwycięstwo Swansona przez jednogłośną decyzję sędziów
- Walka w kategorii półciężkiej:  Jimi Manuwa –  Cyrille Diabaté

Zwycięstwo Manuwy przez TKO w 1 rundzie
- Walka w kategorii półśredniej:  Jorge Santiago –  Gunnar Nelson

Zwycięstwo Nelsona przez jednogłośną decyzję sędziów
- Walka w kategorii półciężkiej:  James Te Huna –  Ryan Jimmo

Zwycięstwo Te Huny przez jednogłośną decyzję sędziów
- Walka w kategorii półśredniej:  Che Mills –  Matt Riddle

No Contest
Karta wstępna
- Walka w kategorii lekkiej:  Renee Forte –  Terry Etim

Zwycięstwo Forte przez jednogłośną decyzję sędziów
- Walka w kategorii lekkiej:  Paul Sass –  Danny Castillo

Zwycięstwo Castillo przez jednogłośną decyzję sędziów
- Walka w kategorii piórkowej:  Andy Ogle –  Josh Grispi

Zwycięstwo Ogle przez jednogłośną decyzję sędziów
- Walka w kategorii średniej:  Stanislaw Nedkow –  Tom Watson

Zwycięstwo Watsona przez KO w 2 rundzie
- Walka w kategorii koguciej:  Vaughan Lee –  Motonobu Tezuka

Zwycięstwo Lee przez jednogłośną decyzję sędziów
- Walka w kategorii muszej:  Phil Harris –  Ulysses Gomez

Zwycięstwo Harrisa przez jednogłośną decyzję sędziów
Nagrody bonusowe:
- Walka wieczoru →    Stanislav Nedkov –  Tom Watson
- Poddanie wieczoru →  Renan Barão
- Nokaut wieczoru →  Tom Watson

### UFC on Fuel TV: Mousasi vs. Latifi
Walka wieczoru
- Walka w kategorii półciężkiej:  Gegard Mousasi –  Ilir Latifi

Zwycięstwo Mousasiego przez jednogłośną decyzję sędziów
Karta główna
- Walka w kategorii lekkiej:  Ross Pearson –  Ryan Couture

Zwycięstwo Pearsona przez TKO w 2 rundzie
- Walka w kategorii ciężkiej:  Phil De Fries –  Matt Mitrione

Zwycięstwo Mitrione przez KO w 1 rundzie
- Walka w kategorii koguciej:  Brad Pickett –  Mike Easton

Zwycięstwo Picketta przez niejednogłośną decyzję sędziów
- Walka w kategorii piórkowej:  Diego Brandão –  Pablo Garza

Zwycięstwo Brandão przez poddanie w 1 rundzie
- Walka w kategorii piórkowej:  Akira Corassani –  Robbie Peralta

Zwycięstwo Corassaniego przez jednogłośną decyzję sędziów
Karta wstępna
- Walka w kategorii lekkiej:  Reza Madadi –  Michael Johnson

Zwycięstwo Madadiego przez poddanie w 3 rundzie
- Walka w kategorii półśredniej:  Tor Troéng –  Adam Cella

Zwycięstwo Troénga przez poddanie w 1 rundzie
- Walka w kategorii średniej:  Adlan Amagov –  Chris Spang

Zwycięstwo Amagova przez jednogłośną decyzję sędziów
- Walka w kategorii piórkowej:  Conor McGregor –  Marcus Brimage

Zwycięstwo McGregora przez KO w 1 rundzie
- Walka w kategorii półśredniej:  Benny Alloway –  Ryan LaFlare

Zwycięstwo LaFlare przez jednogłośną decyzję sędziów
- Walka w kategorii średniej:  Michael Kuiper –  Tom Lawlor

Zwycięstwo Lawlora przez poddanie w 2 rundzie
- Walka w kategorii półśredniej:  Papy Abedi –  Besam Yousef

Zwycięstwo Abediego przez niejednogłośną decyzję sędziów
Nagrody bonusowe:
- Walka wieczoru →   Brad Pickett –  Mike Easton
- Poddanie wieczoru →  Reza Madadi
- Nokaut wieczoru →  Conor McGregor

### UFC Fight Night: Machida vs. Muñoz
Walka wieczoru
- Walka w kategorii średniej:  Lyoto Machida –  Mark Muñoz

Zwycięstwo Machidy przez KO w 1 rundzie
Karta główna
- Walka w kategorii lekkiej:  Ross Pearson –  Melvin Guillard

No Contest (niedozwolone kopnięcie w parterze w wykonaniu Guillarda) w 1 rundzie
- Walka w kategorii półciężkiej:  Ryan Jimmo –  Jimi Manuwa

Zwycięstwo Manuwy przez TKO w 2 rundzie
- Walka w kategorii lekkiej:  Jon Tuck –  Norman Parke

Zwycięstwo Parke przez jednogłośną decyzję sędziów
- Walka w kategorii średniej:  Alessio Sakara –  Nico Musoke

Zwycięstwo Musoke przez poddanie w 1 rundzie
- Walka w limicie -58 kg:  John Lineker –  Phil Harris

Zwycięstwo Linekera przez TKO w 1 rundzie
Karta wstępna
- Walka w kategorii lekkiej:  Piotr Hallmann –  Al Iaquinta

Zwycięstwo Iaquinty przez jednogłośną decyzję sędziów
- Walka w kategorii średniej:    Luke Barnatt  –  Andrew Craig

Zwycięstwo Barnatta przez poddanie w 2 rundzie
- Walka w kategorii koguciej kobiet:  Jéssica Andrade –  Rosi Sexton

Zwycięstwo Andrade przez jednogłośną decyzję sędziów
- Walka w kategorii piórkowej:  Andy Ogle –  Cole Miller

Zwycięstwo Millera przez jednogłośną decyzję sędziów
- Walka w kategorii piórkowej:  Rob Whiteford –  Jimy Hettes

Zwycięstwo Hettesa przez poddanie w 2 rundzie
- Walka w kategorii średniej:  Michael Kuiper –  Brad Scott

Zwycięstwo Scotta przez poddanie w 1 rundzie
Nagrody bonusowe:
- Walka wieczoru →    Luke Barnatt  –  Andrew Craig
- Poddanie wieczoru →  Nico Musoke
- Nokaut wieczoru →  Lyoto Machida

### UFC Fight Night: Gustafsson vs. Manuwa
Walka wieczoru
- Walka w kategorii półciężkiej:  Alexander Gustafsson –  Jimi Manuwa

Zwycięstwo Gustafssona przez TKO w 2 rundzie
Karta główna
- Walka w kategorii lekkiej:  Melvin Guillard –  Michael Johnson

Zwycięstwo Johnsona przez jednogłośną decyzję sędziów
- Walka w kategorii muszej:  Brad Pickett –  Neil Seery

Zwycięstwo Picketta przez jednogłośną decyzję sędziów
- Walka w kategorii półśredniej:  Gunnar Nelson –  Omari Akhmedov

Zwycięstwo Nelsona przez poddanie w 1 rundzie
Karta wstępna
- Walka w kategorii półciężkiej:  Cyrille Diabaté –  Ilir Latifi

Zwycięstwo Latifiego przez poddanie w 1 rundzie
- Walka w kategorii średniej:  Luke Barnatt –  Mats Nilsson

Zwycięstwo Barnatta przez TKO w 1 rundzie
- Walka w kategorii średniej:  Cláudio Silva –  Brad Scott

Zwycięstwo Silvy przez jednogłośną decyzję sędziów
- Walka w kategorii półśredniej:  Igor Araújo –  Danny Mitchell

Zwycięstwo Araujo przez jednogłośną decyzję sędziów
- Walka w kategorii muszej :  Phil Harris –  Louis Gaudinot

No Contest
Nagrody bonusowe:
- Walka wieczoru →   Alexander Gustafsson –  Jimi Manuwa
- Występ wieczoru →  Gunnar Nelson oraz  Alexander Gustafsson

### UFC Fight Night: Munoz vs. Mousasi
Walka wieczoru
- Walka w kategorii średniej:  Gegard Mousasi –  Mark Muñoz

Zwycięstwo Mousasiego przez poddanie w 1 rundzie
Karta główna
- Walka w kategorii średniej:  Francis Carmont –  C.B. Dollaway

Zwycięstwo Dollowaya przez jednogłośną decyzję sędziów
- Walka w kategorii średniej:  Luke Barnatt –  Sean Strickland

Zwycięstwo Strickland przez niejednogłośną decyzję sędziów
- Walka w kategorii piórkowej:  Tom Niinimäki –  Niklas Bäckström

Zwycięstwo Bäckströma przez poddanie w 1 rundzie
Karta wstępna
- Walka w kategorii lekkiej:  Nick Hein –  Drew Dober

Zwycięstwo Heina przez jednogłośną decyzję sędziów
- Walka w kategorii średniej:  Krzysztof Jotko –  Magnus Cedenblad

Zwycięstwo Cedenblada przez poddanie w 2 rundzie
- Walka w kategorii koguciej:  Iuri Alcântara –  Vaughan Lee

Zwycięstwo Alcântary przez TKO w 1 rundzie
- Walka w kategorii półśredniej:  Peter Sobotta –  Paweł Pawlak

Zwycięstwo Sobotty przez jednogłośną decyzję sędziów
- Walka w kategorii piórkowej:  Andy Ogle –  Maximo Blanco

Zwycięstwo Blanco przez jednogłośną decyzję sędziów
- Walka w kategorii ciężkiej:  Viktor Pešta –  Rusłan Magomiedow

Zwycięstwo Magomedova przez jednogłośną decyzję sędziów
Nagrody bonusowe:
- Występ wieczoru →  Gegard Mousasi,  Niklas Bäckström,  Magnus Cedenblad oraz   C.B. Dollaway

### UFC Fight Night: McGregor vs. Brandao
Walka wieczoru
- Walka w kategorii piórkowej:  Conor McGregor –  Diego Brandão

Zwycięstwo McGregora przez TKO w 1 rundzie
Karta główna
- Walka w kategorii półśredniej:  Gunnar Nelson –  Zak Cummings

Zwycięstwo Nelsona przez poddanie w 2 rundzie
- Walka w kategorii muszej:  Brad Pickett –  Ian McCall

Zwycięstwo McCalla przez jednogłośną decyzję sędziów
- Walka w kategorii lekkiej:  Naoyuki Kotani –  Norman Parke

Zwycięstwo Parke przez TKO w 2 rundzie
Karta wstępna
- Walka w kategorii półciężkiej:  Ilir Latifi –  Chris Dempsey

Zwycięstwo Latifiego przez TKO w 1 rundzie
- Walka w kategorii muszej:  Phil Harris –  Neil Seery

Zwycięstwo Seery'ego przez jednogłośną decyzję sędziów
- Walka w kategorii średniej:  Cathal Pendred –  Mike King

Zwycięstwo Pendreda przez poddanie w 2 rundzie
- Walka w kategorii średniej:  Tor Troéng –  Trevor Smith

Zwycięstwo Smitha przez jednogłośną decyzję sędziów
- Walka w kategorii półciężkiej:  Nikita Kryłow –  Cody Donovan

Zwycięstwo Kryłowa przez TKO w 1 rundzie
- Walka w kategorii muszej:  Paddy Holohan –  Josh Sampo

Zwycięstwo Holohana przez poddanie w 1 rundzie
Nagrody bonusowe:
- Walka wieczoru →   Cathal Pendred –  Mike King
- Występ wieczoru →  Conor McGregor oraz  Gunnar Nelson

### UFC Fight Night: Nelson vs. Story
Walka wieczoru
- Walka w kategorii półśredniej:  Gunnar Nelson –  Rick Story

Zwycięstwo Story'ego przez niejednogłośną decyzję sędziów
Karta główna
- Walka w kategorii piórkowej:  Akira Corassani –  Max Holloway

Zwycięstwo Hollowaya przez TKO w 1 rundzie
- Walka w kategorii półciężkiej:  Jan Błachowicz –  Ilir Latifi

Zwycięstwo Błachowicza przez TKO w 1 rundzie
- Walka w kategorii piórkowej:  Mike Wilkinson –  Niklas Bäckström

Zwycięstwo Wilkinsona przez KO w 1 rundzie
Karta wstępna
- Walka w kategorii średniej:  Scott Askham –  Magnus Cedenblad

Zwycięstwo Cedenblada przez jednogłośną decyzję sędziów
- Walka w kategorii półśredniej:  Aleksandr Jakowlew –  Nico Musoke

Zwycięstwo Musoke  przez jednogłośną decyzję sędziów
- Walka w kategorii piórkowej:  Dennis Siver –  Charles Rosa

Zwycięstwo Sivera  przez jednogłośną decyzję sędziów
- Walka w kategorii półśredniej:  Cathal Pendred –  Gasan Umałatow

Zwycięstwo Pendreda przez niejednogłośną decyzję sędziów
- Walka w kategorii średniej:  Krzysztof Jotko –  Tor Troéng

Zwycięstwo Jotki  przez jednogłośną decyzję sędziów
- Walka w kategorii lekkiej:  Mairbek Tajsumow –  Marcin Bandel

Zwycięstwo Tajsumowa przez TKO w 1 rundzie
- Walka w kategorii piórkowej:  Zubaira Tukhugov –  Ernest Chavez

Zwycięstwo Tukhugova przez TKO w 1 rundzie
Nagrody bonusowe:
- Walka wieczoru →   Dennis Siver –  Charles Rosa
- Występ wieczoru →  Mike Wilkinson oraz   Max Holloway

### UFC on Fox: Gustafsson vs. Johnson
Walka wieczoru
- Walka w kategorii półciężkiej:  Alexander Gustafsson –  Anthony Johnson

Zwycięstwo Johnsona przez TKO w 1 rundzie
Karta główna
- Walka w kategorii średniej:  Gegard Mousasi –  Dan Henderson

Zwycięstwo Mousasiego przez TKO w 1 rundzie
- Walka w kategorii półciężkiej:  Ryan Bader –  Phil Davis

Zwycięstwo Badera przez niejednogłośną decyzję sędziów
- Walka w kategorii piórkowej:  Akira Corassani –  Sam Sicilia

Zwycięstwo Sicilii przez TKO w 1 rundzie
Karta wstępna
- Walka w kategorii półśredniej:  Albiert Tumienow –  Nico Musoke

Zwycięstwo Tumienowa przez jednogłośną decyzję sędziów
- Walka w kategorii półśredniej:  Sultan Aliev –  Kenny Robertson

Zwycięstwo Robertsona przez TKO w 1 rundzie
- Walka w kategorii piórkowej:  Andy Ogle –  Makwan Amirkhani

Zwycięstwo Amirkhaniego przez TKO w 1 rundzie
- Walka w kategorii półciężkiej:  Stanislaw Nedkow –  Nikita Kryłow

Zwycięstwo Kryłowa przez poddanie w 1 rundzie
- Walka w kategorii lekkiej:  Mairbek Tajsumow –  Tony Christodoulou

Zwycięstwo Tajsumowa przez KO w 2 rundzie
- Walka w limicie -67 kg:  Mirsad Bektić –  Paul Redmond

Zwycięstwo Bekticia przez jednogłośną decyzję sędziów
Karta Przedwstępna
- Walka w kategorii ciężkiej:  Viktor Pešta  –  Konstantin Erokhin

Zwycięstwo Pesty przez jednogłośną decyzję sędziów
- Walka w kategorii muszej:  Neil Seery –  Chris Beal

Zwycięstwo Seery'ego przez jednogłośną decyzję sędziów
Nagrody bonusowe:
- Występ wieczoru →  Makwan Amirkhani,  Gegard Mousasi,  Anthony Johnson oraz  Kenny Robertson

### UFC Fight Night: Gonzaga vs Cro Cop 2
Walka wieczoru:
- Walka w kategorii  ciężkiej:  Gabriel Gonzaga –  Mirko Filipović

Zwycięstwo Filipovicia przez TKO w 3. rundzie
Karta główna
- Walka w kategorii półciężkiej:  Jan Błachowicz –  Jimi Manuwa

Zwycięstwo Manuwy przez jednogłośną decyzję
- Walka w kategorii półśredniej:  Paweł Pawlak –  Sheldon Westcott

Pawlak zwyciężył przez jednogłośną decyzję
- Walka kobiet w kategorii  słomkowej:  Joanne Calderwood –  Maryna Moroz

Moroz zwyciężyła przez poddanie w 1. rundzie
Karta wstępna
- Walka w kategorii półśredniej:  Seth Baczynski –  Leon Edwards

Zwycięstwo Edwardsa przez KO w 1. rundzie
- Walka w kategorii ciężkiej:  Daniel Omielańczuk –  Anthony Hamilton

Zwycięstwo Hamiltona przez jednogłośną decyzję
- Walka w kategorii średniej:  Bartosz Fabiński –  Garreth McLellan

Zwycięstwo Fabińskiego przez jednogłośną decyzję
- Walka w kategorii półśredniej:  Mickaël Lebout –  Sérgio Moraes

Zwycięstwo Moraesa przez jednogłośną decyzję
- Walka w kategorii koguciej:  Damian Stasiak –  Yaotzin Meza

Zwycięstwo Mezy przez jednogłośną decyzję
- Walka kobiet w kategorii słomkowej:  Izabela Badurek –  Aleksandra Albu

Zwycięstwo Albu przez poddanie w 2. rundzie
- Walka w kategorii lekkiej:  Marcin Bandel –  Steven Ray

Zwycięstwo Raya przez TKO w 2. rundzie
- Walka w kategorii piórkowej:   Taylor Lapilus –  Rocky Lee

Zwycięstwo Lapilusa przez jednogłośną decyzję
Nagrody bonusowe:
- Walka wieczoru →  Gabriel Gonzaga vs  Mirko Filipović
- Występ wieczoru →  Leon Edwards i  Maryna Moroz

### UFC Fight Night: Jędrzejczyk vs. Penne
Walka wieczoru:
- Walka kobiet o pas mistrzyni UFC w kategorii słomkowej:  Joanna Jędrzejczyk –  Jessica Penne

Zwycięstwo Jędrzejczyk przez TKO w 3 rundzie
Karta główna
- Walka w kategorii piórkowej:  Dennis Siver –  Tatsuya Kawajiri

Zwycięstwo Kawajiriego przez jednogłośną decyzję sędziów
- Walka w kategorii półśredniej:  Steve Kennedy –  Peter Sobotta

Zwycięstwo Sobotty przez poddanie w 1 rundzie
- Walka w kategorii lekkiej:  Nick Hein –  Łukasz Sajewski

Zwycięstwo Heina przez  jednogłośną decyzję sędziów
Karta wstępna
- Walka w kategorii piórkowej:  Makwan Amirkhani –  Masio Fullen

Zwycięstwo Amirkhaniego przez poddanie w 1 rundzie
- Walka w kategorii lekkiej:  Mairbek Tajsumow –  Alan Patrick

Zwycięstwo Tajsumowa przez TKO w 2 rundzie
- Walka w kategorii piórkowej:  Arnold Allen –  Alan Omer

Zwycięstwo Allena przez poddanie w 3 rundzie
- Walka w kategorii piórkowej:  Noad Lahat –  Niklas Bäckström

Zwycięstwo Lahata przez niejednogłośną decyzję sędziów (2x29-28, 28-29)
- Walka w kategorii średniej:  Antônio dos Santos Jr. –  Scott Askham

Zwycięstwo Askhama przez KO w 1 rundzie
- Walka w kategorii lekkiej:  Piotr Hallmann –  Magomied Mustafajew

Zwycięstwo Mustafajewa przez TKO w 2 rundzie
- Walka w kategorii koguciej:  Taylor Lapilus –  Ulka Sasaki

Zwycięstwo Lapilusa przez TKO w 2 rundzie
Nagrody bonusowe:
- Walka wieczoru →  Joanna Jędrzejczyk –  Jessica Penne
- Występ wieczoru →  Mairbek Tajsumow i  Arnold Allen

### UFC Fight Night: Bisping vs. Leites
Walka wieczoru:
- Walka w kategorii średniej:  Michael Bisping –  Thales Leites

Zwycięstwo Bispinga przez niejednogłośną decyzję sędziów
Karta główna
- Walka w kategorii lekkiej:  Ross Pearson –  Evan Dunham

Zwycięstwo Dunhama przez jednogłośną decyzję sędziów
- Walka w kategorii lekkiej:  Ivan Jorge –  Joseph Duffy

Zwycięstwo Duffy'ego przez poddanie w 1 rundzie
- Walka kobiet w kategorii słomkowej:  Joanne Calderwood –  Cortney Casey

Zwycięstwo Calderwooda przez jednogłośną decyzję sędziów
- Walka w kategorii półśredniej:  Leon Edwards –  Paweł Pawlak

Zwycięstwo Edwardsa przez jednogłośną decyzję sędziów
- Walka w kategorii:  Leonardo Mafra –  Steven Ray

Zwycięstwo Raya przez TKO w 1 rundzie
Karta wstępna
- Walka w kategorii muszej:  Vaughan Lee –  Paddy Holohan

Zwycięstwo Holohan przez jednogłośną decyzję sędziów
- Walka w kategorii półciężkiej:  Hans Stringer –  Ilir Latifi

Zwycięstwo Latifiego przez KO w 1 rundzie
- Walka w kategorii lekkiej:  Teemu Packalén –  Mickaël Lebout

Zwycięstwo Lebouta przez jednogłośną decyzję sędziów
- Walka w kategorii piórkowej:  Paul Redmond –  Robert Whiteford

Zwycięstwo Whiteforda przez TKO w 1 rundzie
Karta Przedwstępna
- Walka w kategorii koguciej:  Marcus Brimage –  Jimmie Rivera

Zwycięstwo Rivery przez TKO w 1 rundzie
- Walka w kategorii ciężkiej:  Daniel Omielańczuk –  Chris de la Rocha

Zwycięstwo Omielańczuka przez TKO w 1 rundzie
Nagrody bonusowe:
- Walka wieczoru →  Joanne Calderwood –  Cortney Casey
- Występ wieczoru →  Joseph Duffy  i  Steven Ray

### UFC Fight Night: Holohan vs. Smolka
Walka wieczoru:
- Walka w kategorii muszej :   Paddy Holohan –  Louis Smolka

Zwycięstwo Smolki przez poddanie w 2 rundzie
Karta główna
- Walka w kategorii lekkiej :   Norman Parke –  Reza Madadi

Zwycięstwo Parke przez jednogłośną decyzję sędziów
- Walka w kategorii lekkiej:   Nicolas Dalby –  Darren Till

Większościowy remis (29–28, 2x 28–28)
- Walka w kategorii muszej:   Jon Delos Reyes -  Neil Seery

Zwycięstwo Seery'egp przez poddanie w 2 rundzie
Karta wstępna
- Walka w kategorii lekkiej :   Steven Ray –  Mickael Lebout

Zwycięstwo Raya przez jednogłośną decyzję sędziów
- Walka kobiet w kategorii słomkowej:   Ericka Almeida -  Aisling Daly

Zwycięstwo Daly przez jednogłośną decyzję sędziów
- Walka w kategorii średniej:   Scott Askham –  Krzysztof Jotko

Zwycięstwo Jotko przez jednogłośną decyzję sędziów
- Walka w kategorii półśredniej:   Tom Breese –  Cathal Pendred

Zwycięstwo Breese przez TKO w 1 rundzie
- Walka w kategorii piórkowej:   Robert Whiteford -  Darren Elkins

Zwycięstwo Elkinsa przez jednogłośną decyzję sędziów
- Walka w kategorii średniej:   Garreth McLellan -  Bubba Bush

Zwycięstwo McLellana przez TKO w 3 rundzie
Nagrody bonusowe:
- Walka wieczoru →  Nicolas Dalby –  Darren Till
- Występ wieczoru →  Tom Breese  i  Neil Seery

### UFC Fight Night: Silva vs. Bisping
Walka wieczoru:
- Walka w kategorii średniej :   Anderson Silva –  Michael Bisping

Zwycięstwo Bispinga przez jednogłośną decyzję sędziów
Karta główna
- Walka w kategorii średniej :   Thales Leites –  Gegard Mousasi

Zwycięstwo Mousasiego przez jednogłośną decyzję sędziów
- Walka w kategorii półśredniej :   Tom Breese –  Keita Nakamura

Zwycięstwo Breese przez jednogłośną decyzję sędziów
- Walka w kategorii koguciej :   Brad Pickett –  Francisco Rivera

Zwycięstwo Picketta przez niejednogłośną decyzję sędziów
- Walka w kategorii piórkowej:   Mike Wilkinson –  Makwan Amirkhani

Zwycięstwo Amirkhaniego przez jednogłośną decyzję sędziów
Karta wstępna
- Walka w kategorii koguciej:   Davey Grant -  Marlon Vera

Zwycięstwo Granta przez jednogłośną decyzję sędziów
- Walka w kategorii średniej:   Scott Askham –  Chris Dempsey

Zwycięstwo Askhama przez TKO w 1 rundzie
- Walka w kategorii  piórkowej :   Arnold Allen –  Yaotzin Meza

Zwycięstwo Allena przez jednogłośną decyzję sędziów
- Walka w kategorii średniej :   Brad Scott -  Krzysztof Jotko

Zwycięstwo Jotko przez jednogłośną decyzję sędziów
- Walka w kategorii lekkiej :   Norman Parke –  Rustam Chabiłow

Zwycięstwo Chabiłowa przez jednogłośną decyzję sędziów
- Walka w kategorii ciężkiej :    Jarijs Danho -  Daniel Omielańczuk

Zwycięstwo Omielańczuka przez techniczną niejednogłośną decyzję w 3 rundzie
- Walka w kategorii lekkiej :   Teemu Packalen –  Thibault Gouti

Zwycięstwo Packalena przez poddanie w 1 rundzie
- Walka w kategorii lekkiej:   Martin Svensson -  David Teymur

Zwycięstwo Temura przez TKO w 2 rundzie
Nagrody bonusowe:
- Walka wieczoru →   Anderson Silva –  Michael Bisping
- Występ wieczoru →  Scott Askham  i  Teemu Packalen

### UFC Fight Night: Rothwell vs. dos Santos
Walka wieczoru:
- Walka w kategorii ciężkiej :   Junior dos Santos –  Ben Rothwell

Zwycięstwo Dos Santosa przez jednogłośną decyzję sędziów
Karta główna
- Walka w kategorii ciężkiej :   Gabriel Gonzaga –  Derrick Lewis

Zwycięstwo Lewisa przez KO w 1 rundzie
- Walka w kategorii ciężkiej:   Francis Ngannou –  Curtis Blaydes

Zwycięstwo Ngannou przez TKO w 2 rundzie
- Walka w kategorii ciężkiej :   Marcin Tybura –  Timothy Johnson

Zwycięstwo Johnsona przez jednogłośną decyzję sędziów
- Walka w kategorii półciężkiej :   Igor Pokrajac –  Jan Błachowicz

Zwycięstwo Błachowicza przez jednogłośną decyzję sędziów
- Walka kobiet w kategorii słomkowej:   Cristina Stanciu -  Maryna Moroz

Zwycięstwo Moroz przez jednogłośną decyzję sędziów
Karta wstępna
- Walka w kategorii półśredniej :   Nicolas Dalby –  Zak Cummings

Zwycięstwo Cummingsa przez jednogłośna decyzję sędziów
- Walka w kategorii koguciej:   Ian Entwistle -  Alejandro Pérez

Zwycięstwo Pereza przez TKO w 1 rundzie
- Walka w kategorii lekkiej:   Majrbiek Tajsumow –  Damir Hadzovic

Zwycięstwo Tajsumowa przez TKO w 1 rundzie
- Walka w kategorii koguciej :   Filip Pejić -  Damian Stasiak

Zwycięstwo Stasiaka przez poddanie w 1 rundzie
- Walka w kategorii piórkowej:   Lucas Martins -  Rob Whiteford

Zwycięstwo Martinsa przez niejednogłośną decyzję sędziów
- Walka w kategorii ciężkiej:   Cyril Asker -  Jared Cannonier

Zwycięstwo Cannoniera przez KO w 1 rundzie
- Walka w kategorii średniej:   Alessio Di Chirico –  Bojan Veličković

Zwycięstwo Velickovicia przez jednogłośną decyzję sędziów
Nagrody bonusowe:
- Występ wieczoru →  Majrbiek Tajsumow,  Alejandro Pérez,  Jared Cannonier i  Derrick Lewis

### UFC Fight Night: Overeem vs. Arlovski
Walka wieczoru:
- Walka w kategorii ciężkiej:   Andrej Arłouski –  Alistair Overeem

Zwycięstwo Overeema przez TKO w 2 rundzie
Karta główna
- Walka w kategorii ciężkiej:   Antônio Silva –  Stefan Struve

Zwycięstwo Struve przez TKO w 1 rundzie
- Walka w kategorii półśredniej:   Gunnar Nelson –  Albiert Tumienow

Zwycięstwo Nelsona przez poddanie w 2 rundzie
- Walka w kategorii piórkowej kobiet:   Anna Elmose -   Germaine de Randamie

Zwycięstwo De Randamie przez TKO w 1 rundzie
- Walka w kategorii półciężkiej:   Francimar Barroso –  Nikita Kryłow

Zwycięstwo Kryłowa przez poddanie w 2 rundzie
- Walka w kategorii słomkowej kobiet:   Karolina Kowalkiewicz –   Heather Jo Clark

Zwycięstwo Kowalkiewicz przez jednogłośną decyzję sędziów
Karta wstępna
- Walka w kategorii lekkiej:   Rustam Chabiłow –   Chris Wade

Zwycięstwo Chabiłowa przez jednogłośną decyzję sędziów
- Walka w kategorii średniej:   Garreth McLellan -  Magnus Cedenblad

Zwycięstwo Cedenblada przez TKO w 2 rundzie
- Walka w kategorii lekkiej:   Jon Tuck -  Josh Emmett

Zwycięstwo Emmetta przez jednogłośna decyzję sędziów
- Walka w kategorii lekkiej:   Yan Cabral -  Reza Madadi

Zwycięstwo Madadiego przez TKO w 3 rundzie
- Walka w kategorii muszej:   Neil Seery -  Kyōji Horiguchi

Zwycięstwo Horiguchiego przez jednogłośną decyzję sędziów
- Walka w kategorii półśredniej:   Leon Edwards –  Dominic Waters

Zwycięstwo Edwardsa przez jednogłośną decyzję sędziów
- Walka w kategorii muszej:   Ulka Sasaki -  Willie Gates

Zwycięstwo Sasakiego przez poddanie w 2 rundzie
Nagrody bonusowe:
- Występ wieczoru →  Alistair Overeem,  Stefan Struve,  Germaine de Randamie,  Gunnar Nelson

### UFC Fight Night: Arlovski vs. Barnett
Walka wieczoru:
- Walka w kategorii ciężkiej:   Andrej Arłouski –  Josh Barnett

Zwycięstwo Barnetta przez poddanie w 3 rundzie
Karta główna
- Walka w kategorii półciężkiej:   Jan Błachowicz –  Alexander Gustafsson

Zwycięstwo Gustafssona przez jednogłośną decyzję sędziów
- Walka w kategorii półciężkiej:   Ilir Latifi -   Ryan Bader

Zwycięstwo Badera przez KO w 2 rundzie
- Walka w kategorii lekkiej:   Nick Hein -   Tae Hyun Bang

Zwycięstwo Heina przez jednogłośną decyzję sędziów
- Walka w kategorii półśredniej:   Jim Wallhead –  Jessin Ayari

Zwycięstwo Ayari przez niejednogłośną decyzję sędziów
Karta wstępna
- Walka w kategorii półśredniej:   Nicolas Dalby –  Peter Sobotta

Zwycięstwo Sobotty przez jednogłośną decyzję sędziów
- Walka w kategorii koguciej:  Ashlee Evans-Smith -  Veronica Macedo

Zwycięstwo Evans-Smith  przez TKO w 3 rundzie
- Walka w kategorii koguciej:  Leandro Issa -  Taylor Lapilus

Zwycięstwo Lapilusa  przez jednogłośną decyzję sędziów
- Walka w kategorii ciężkiej:  Christian Colombo -  Jarijs Danho

Większościowy remis (2x 28-28, 29-28)
- Walka w kategorii średniej:  Scott Askham –  Jack Hermansson

Zwycięstwo Hermanssona przez jednogłośną decyzję sędziów
- Walka w kategorii lekkiej:  Leonardo Silva -  Rustam Chabiłow

Zwycięstwo Chabiłowa  przez jednogłośną decyzję sędziów
Nagrody bonusowe:
- Walka wieczoru →   Andrej Arłouski –  Josh Barnett
- Występ wieczoru →   Ryan Bader  oraz  Josh Barnett

### UFC 204: Bisping vs. Henderson 2
Walka wieczoru:
- Walka o pas mistrzowski UFC w kategorii średniej:  Michael Bisping –  Dan Henderson

Zwycięstwo Bispinga przez jednogłośną decyzję sędziów
Karta główna
- Walka w kategorii średniej:  Vitor Belfort –  Gegard Mousasi

Zwycięstwo Mousasiego przez TKO w 2 rundzie
- Walka w kategorii półciężkiej:  Jimi Manuwa –  Ovince Saint Preux

Zwycięstwo Manuwy przez TKO w 2 rundzie
- Walka w kategorii ciężkiej:  Stefan Struve –  Daniel Omielańczuk

Zwycięstwo Struve przez poddanie w 2 rundzie
- Walka w kategorii piórkowej:  Mirsad Bektic –  Russell Doane

Zwycięstwo Bekticia przez poddanie w 1 rundzie
Karta wstępna
- Walka w kategorii koguciej:  Iuri Alcântara –  Brad Pickett

Zwycięstwo Alcântary przez poddanie w 1 rundzie
- Walka w kategorii koguciej:  Davey Grant –  Damian Stasiak

Zwycięstwo Stasiaka przez poddanie w 3 rundzie
- Walka w kategorii półśredniej:  Leon Edwards –  Albiert Tumienow

Zwycięstwo Edwardsa przez poddanie w 3 rundzie
- Walka w kategorii lekkiej:  Marc Diakiese –  Łukasz Sajewski

Zwycięstwo Diakiese przez TKO w 2 rundzie
- Walka w kategorii półśredniej:  Danny Roberts –  Mike Perry

Zwycięstwo Perry’ego przez TKO w 3 rundzie
- Walka w kategorii lekkiej:  Adriano Martins –  Leonardo Santos

Zwycięstwo Santosa przez niejednogłośną decyzję sędziów
Nagrody bonusowe:
- Walka wieczoru →   Michael Bisping –  Dan Henderson
- Występ wieczoru →  Jimi Manuwa oraz  Iuri Alcântara

### UFC Fight Night: Mousasi vs. Hall 2
Walka wieczoru:
- Walka w kategorii średniej:  Gegard Mousasi –  Uriah Hall

Zwycięstwo Mousasiego przez TKO w 1 rundzie
Karta główna
- Walka w kategorii lekkiej:  Ross Pearson –  Steven Ray

Zwycięstwo Raya przez niejednogłośną decyzję sędziów
- Walka w kategorii ciężkiej:  Aleksandr Wołkow –  Timothy Johnson

Zwycięstwo Wołkowa  przez niejednogłośną decyzję sędziów
- Walka w kategorii piórkowej:   Artem Lobov –  Teruto Ishihara

Zwycięstwo Lobova przez jednogłośną decyzję sędziów
- Walka w kategorii średniej:  Magnus Cedenblad –  Jack Marshman

Zwycięstwo Marshmana przez TKO w 2 rundzie
Karta wstępna
- Walka w kategorii muszej:  Kyōji Horiguchi –  Ali Bagautinow

Zwycięstwo Horiguchiego przez jednogłośną decyzję sędziów
- Walka w kategorii lekkiej:  Magomed Mustafajew –  Kevin Lee

Zwycięstwo Lee przez poddanie w 2 rundzie
- Walka w kategorii słomkowej:  Anna Elmose –  Amanda Cooper

Zwycięstwo Cooper przez jednogłośną decyzję sędziów
- Walka w kategorii ciężkiej:  Mark Godbeer –  Justin Ledet

Zwycięstwo Ledeta przez poddanie w 1 rundzie
- Walka w kategorii półśredniej:  Aleksandr Jakowlew –  Zak Cummings

Zwycięstwo Cummingsa przez poddanie w 2 rundzie
- Walka w kategorii koguciej:  Milana Dudjewa –  Marion Reneau

Zwycięstwo Reneau przez TKO w 3 rundzie
- Walka w kategorii koguciej:  Kwan Ho Kwak –  Brett Johns

Zwycięstwo Johnsa przez jednogłośną decyzję sędziów
- Walka w kategorii lekkiej:  Charlie Ward –  Abdul Razak Alhassan

Zwycięstwo Alhassana przez TKO w 1 rundzie
Nagrody bonusowe:
- Występ wieczoru →  Abdul Razak Alhassan , Justin Ledet,   Kevin Lee,  Jack Marshman

### UFC Fight Night: Manuwa vs. Anderson
Walka wieczoru:
- Walka w kategorii ciężkiej:  Jimi Manuwa –  Corey Anderson

Zwycięstwo Manuwy przez TKO w 1 rundzie
Karta główna
- Walka w kategorii półśredniej:  Gunnar Nelson –  Alan Jouban

Zwycięstwo Nelsona przez poddanie w 2 rundzie
- Walka w kategorii półśredniej:  Brad Pickett –  Marlon Vera

Zwycięstwo Very przez TKO w 3 rundzie
- Walka w kategorii piórkowej:  Arnold Allen  –  Makwan Amirkhani

Zwycięstwo Allena przez niejednogłośną decyzję sędziów
- Walka w kategorii lekkiej:  Joe Duffy –  Reza Madadi

Zwycięstwo Duffy'ego przez jednogłośną decyzję sędziów
Karta wstępna
- Walka w kategorii półciężkiej:  Francimar Barroso  –  Darren Stewart

Zwycięstwo Barroso przez jednogłośną decyzję sędziów
- Walka w kategorii ciężkiej:  Daniel Omielańczuk  –  Timothy Johnson

Zwycięstwo Johnsona  przez niejednogłośną decyzję sędziów
- Walka w kategorii półśredniej:  Vicente Luque  –  Leon Edwards

Zwycięstwo Edwardsa  przez jednogłośną decyzję sędziów
- Walka w kategorii lekkiej:  Marc Diakiese  –  Teemu Packalén

Zwycięstwo Diakiese przez TKO w 1 rundzie
- Walka w kategorii średniej:  Scott Askham  –  Brad Scott

Zwycięstwo Scotta  przez niejednogłośną decyzję sędziów
- Walka w kategorii koguciej:  Lucie Pudilová  –  Lina Länsberg

Zwycięstwo Länsberg przez jednogłośną decyzję sędziów
Nagrody bonusowe:
- Występ wieczoru →  Jimi Manuwa, Marc Diakiese,  Gunnar Nelson,  Marlon Vera

### UFC Fight Night: Gustafsson vs. Teixeira
Walka wieczoru:
- Walka w kategorii półciężkiej:  Alexander Gustafsson –  Glover Teixeira

Zwycięstwo Gustafssona przez KO w 5 rundzie
Karta główna
- Walka w kategorii półciężkiej:  Michaił Cyrkunow –  Volkan Oezdemir

Zwycięstwo Oezdemira przez KO w 1 rundzie
- Walka w kategorii półśredniej:  Peter Sobotta –  Ben Saunders

Zwycięstwo Sobotty przez TKO w 2 rundzie
- Walka w kategorii półśredniej:  Abdul Razak Alhassan –  Omari Akhmedov

Zwycięstwo Akhmedova przez niejednogłośną decyzję sędziów
- Walka w kategorii półśredniej:  Oliver Enkamp –  Nordine Taleb

Zwycięstwo Taleba przez jednogłośną decyzję sędziów
- Walka w kategorii średniej:  Jack Hermansson –  Alex Nicholson

Zwycięstwo Hermanssona przez TKO w 1 rundzie
Karta wstępna
- Walka w kategorii koguciej:  Pedro Munhoz –  Damian Stasiak

Zwycięstwo Munhoza przez jednogłośną decyzję sędziów
- Walka w kategorii średniej:  Trevor Smith –  Chris Camozzi

Zwycięstwo Smitha przez jednogłośną decyzję sędziów
- Walka w kategorii lekkiej:  Reza Madadi –  Joaquim Silva

Zwycięstwo Silvy przez niejednogłośną decyzję sędziów
- Walka w kategorii półśredniej:  Nico Musoke –  Bojan Veličković

Zwycięstwo Velickovicia przez KO w 3 rundzie
- Walka w kategorii półśredniej:  Darren Till –  Jessin Ayari

Zwycięstwo Tilla przez jednogłośną decyzję sędziów
- Walka w kategorii lekkiej:  Damir Hadžović –  Marcin Held

Zwycięstwo Hadzovicia przez TKO w 3 rundzie
Nagrody bonusowe:
- Walka wieczoru →  Alexander Gustafsson –  Glover Teixeira
- Występ wieczoru →  Damir Hadžović , Bojan Veličković

### UFC Fight Night: Nelson vs. Ponzinibbio
Walka wieczoru:
- Walka w kategorii półciężkiej:  Gunnar Nelson –  Santiago Ponzinibbio

Zwycięstwo Ponzinibbio przez TKO w 1 rundzie
Karta główna
- Walka w kategorii słomkowej:  Joanne Calderwood –  Cynthia Calvillo

Zwycięstwo Calvillo przez jednogłośną decyzję sędziów
- Walka w kategorii lekkiej:  Steven Ray –  Paul Felder

Zwycięstwo Feldera przez TKO w 1 rundzie
- Walka w kategorii średniej:   Ryan Janes –  Jack Marshman

Zwycięstwo Marshmana przez jednogłośną decyzję sędziów
- Walka w kategorii półciężkiej:   Paul Craig –  Khalil Rountree

Zwycięstwo Rountree przez TKO w 1 rundzie
- Walka w kategorii ciężkiej:   James Mulheron –  Justin Willis

Zwycięstwo Willisa przez jednogłośną decyzję sędziów
Karta wstępna
- Walka w kategorii półśredniej:  Danny Roberts –  Bobby Nash

Zwycięstwo Robertsa przez TKO w 2 rundzie
- Walka w kategorii muszej:  Alexandre Pantoja –  Neil Seery

Zwycięstwo Pantoji przez poddanie w 3 rundzie
- Walka w kategorii muszej:  Galore Bofando –  Charlie Ward

Zwycięstwo Bofando przez TKO w 1 rundzie
- Walka w kategorii lekkiej:  Danny Henry –  Daniel Teymur

Zwycięstwo Henry’ego przez jednogłośną decyzję sędziów
- Walka w kategorii koguciej:  Brett Johns –  Albert Morales

Zwycięstwo Johnsa przez jednogłośną decyzję sędziów
- Walka w kategorii koguciej:  Amanda Lemos –  Leslie Smith

Zwycięstwo Smith przez TKO w 2 rundzie
Nagrody bonusowe:
- Walka wieczoru →  Danny Henry –  Daniel Teymur
- Występ wieczoru →  Santiago Ponzinibbio,  Paul Felder

### UFC Fight Night: Struve vs. Volkov
Walka wieczoru:
- Walka w kategorii ciężkiej:  Stefan Struve –  Aleksandr Wołkow

Zwycięstwo Wołkowa przez TKO w 3 rundzie
Karta główna
- Walka w kategorii półśredniej:  Siyar Bahadurzada –  Rob Wilkinson

Zwycięstwo Bahadurzady przez TKO w 2 rundzie
- Walka w kategorii piórkowej:  Talita Oliveira –  Marion Reneau

Zwycięstwo Reneau przez TKO w 3 rundzie
- Walka w kategorii półśredniej:  Leon Edwards –  Bryan Barberena

Zwycięstwo Edwardsa  przez jedngłośną decyzję sędziów
Karta wstępna
- Walka w kategorii półśredniej:  Darren Till –  Bojan Veličković

Zwycięstwo Tilla przez jedngłośną decyzję sędziów
- Walka w kategorii lekkiej:  Majrbiek Tajsumow –  Felipe Silva

Zwycięstwo Tajsumowa przez TKO w 1 rundzie
- Walka w kategorii lekkiej:  Michel Prazeres –  Mads Burnell

Zwycięstwo Prazeresa przez poddanie w 3 rundzie
- Walka w kategorii lekkiej:  Rustam Chabiłow –  Desmond Green

Zwycięstwo Chabiłowa przez jednogłośną decyzję sędziów
- Walka w kategorii półciężkiej:  Aleksandar Rakić –  Francimar Barroso

Zwycięstwo Rakicia przez jednogłośną decyzję sędziów
- Walka w kategorii piórkowej:  Mike Santiago –  Zabit Magomiedszaripow

Zwycięstwo Magomiedszaripowa przez poddanie w 2 rundzie
- Walka w kategorii półciężkiej:  Abdul-Kerim Edilov –  Bojan Mihajlović

Zwycięstwo Edilowa przez TKO w 2 rundzie
- Walka w kategorii lekkiej:   Thibault Gouti –  Andrew Holbrook

Zwycięstwo Goutiego przez TKO w 2 rundzie
Nagrody bonusowe:
- Walka wieczoru →  Stefan Struve –  Aleksandr Wołkow
- Występ wieczoru →  Mairbek Tajsumow oraz  Zabit Magomiedszaripow

### UFC Fight Night: Cerrone vs. Till
Walka wieczoru:
- Walka w kategorii półśredniej:  Donald Cerrone –  Darren Till

Zwycięstwo Tilla przez TKO w 1 rundzie
Karta główna
- Walka w kategorii słomkowej:  Karolina Kowalkiewicz –  Jodie Esquibel

Zwycięstwo Kowalkiewicz przez jednogłośną decyzję sędziów
- Walka w kategorii półciężkiej:  Jan Błachowicz –  Devin Clark

Zwycięstwo Błachowicza przez poddanie w 2 rundzie
- Walka w kategorii średniej:  Oskar Piechota –   Jonathan Wilson

Zwycięstwo Piechoty przez jednogłośną decyzję sędziow
Karta wstępna
- Walka w kategorii lekkiej:  Marcin Held  –  Nasrat Haqparast

Zwycięstwo Helda przez jednogłośną decyzję sędziów
- Walka w kategorii koguciej:  Damian Stasiak –  Brian Kelleher

Zwycięstwo Kellehera przez TKO w 3 rundzie
- Walka w kategorii średniej:  Ramazan Emiejew –  Sam Alvey

Zwycięstwo Emiejewa przez jednogłośną decyzję sędziów
- Walka w kategorii piórkowej:  Artem Lobov –  Andre Fili

Zwycięstwo  Filiego przez jednogłośną decyzję sędziów
- Walka w kategorii półśredniej:  Warlley Alves –  Salim Touahri

Zwycięstwo Alvesa przez jednogłośną decyzję sędziów
- Walka w kategorii koguciej:   Lina Lansberg –  Aspen Ladd

Zwycięstwo Ladd przez TKO w 2 rundzie
- Walka w kategorii piórkowej:   Felipe Arantes –  Josh Emmett

Zwycięstwo Emmetta przez jednogłośną decyzję sędziów
Nagrody bonusowe:
- Walka wieczoru →   Damian Stasiak –  Brian Kelleher
- Występ wieczoru →  Darren Till oraz  Jan Błachowicz

### UFC Fight Night: Werdum vs. Volkov
Walka wieczoru:
- Walka w kategorii ciężkiej:  Fabricio Werdum –  Aleksandr Wołow

Zwycięstwo Wołkowa przez KO w 4 rundzie
Karta główna
- Walka w kategorii półciężkiej:  Jimi Manuwa –  Jan Błachowicz

Zwycięstwo Błachowicza przez jednogłośną decyzję sędziów
- Walka w kategorii koguciej:  Tom Duquesnoy –  Terrion Ware

Zwycięstwo Duquesnoya przez jednogłośną decyzję sędziów
- Walka w kategorii półśredniej:  Leon Edwards –  Peter Sobotta

Zwycięstwo Edwardsa przez TKO w 3 rundzie
Karta wstępna
- Walka w kategorii średniej:  Charles Byrd –  John Phillips

Zwycięstwo Byrda przez poddanie w 1 rundzie
- Walka w kategorii półśredniej:  Danny Roberts –  Oliver Enkamp

Zwycięstwo Robertsa przez KO w 1 rundzie
- Walka w kategorii piórkowej:  Hakeem Dawodu –  Danny Henry

Zwycięstwo Dawodu przez techniczne poddanie w 1 rundzie
- Walka w kategorii półciężkiej:  Magomied Ankalajew –  Paul Craig

Zwycięstwo Craiga przez poddanie w 3 rundzie
- Walka w kategorii lekkiej:  Kajan Johnson –  Steven Ray

Zwycięstwo Johnsona przez niejednogłośną decyzję sędziów
- Walka w kategorii ciężkiej:  Mark Godbeer –  Dmitry Sosnovskiy

Zwycięstwo Sosnovskiy'ego przez poddanie w 2 rundzie
Nagrody bonusowe:
- Walka wieczoru →   Jimi Manuwa –  Jan Błachowicz
- Występ wieczoru →  Aleksandr Wołow  oraz  Paul Craig

### UFC Fight Night: Thompson vs. Till
Walka wieczoru:
- Walka w limicie -79 kg:  Darren Till –  Stephen Thompson

Zwycięstwo Tilla przez jednogłośną decyzję sędziów
Karta główna
- Walka w kategorii półśredniej:  Neil Magny –  Craig White

Zwycięstwo Magny'ego przez TKO w 1 rundzie
- Walka w kategorii piórkowej:  Mads Burnell –  Arnold Allen

Zwycięstwo Allena przez poddanie w 3 rundzie
- Walka w kategorii piórkowej:  Makwan Amirkhani –  Jason Knight

Zwycięstwo Amirkhaniego przez niejednogłośną decyzję sędziów
- Walka w kategorii półśredniej:  Cláudio Silva –  Nordine Taleb

Zwycięstwo Silvy przez poddanie w 1 rundzie
- Walka w kategorii średniej:  Darren Stewart –  Eric Spicely

Zwycięstwo Stewart przez TKO w 2 rundzie
Karta wstępna
- Walka w kategorii średniej:  Daniel Kelly –  Tom Breese

Zwycięstwo Breese przez TKO w 1 rundzie
- Walka w kategorii koguciej kobiet:  Lina Länsberg –  Gina Mazany

Zwycięstwo Länsberg przez jednogłośną decyzję sędziów
- Walka w kategorii półśredniej:  Carlo Pedersoli Jr. –  Brad Scott

Zwycięstwo Pedersoliego Jr. przez niejednogłośną decyzję sędziów
- Walka w limicie -57 kg kobiet:  Gillian Robertson –  Molly McCann

Zwycięstwo Robertson przez poddanie w 2 rundzie
- Walka w kategorii średniej:  Elias Theodorou –  Trevor Smith

Zwycięstwo Theodorou przez jednogłośną decyzję sędziów
Nagrody bonusowe:
- Występ wieczoru →  Cláudio Silva,  Arnold Allen,  Tom Breese oraz  Darren Stewart

### UFC Fight Night: Shogun vs. Smith
Walka wieczoru:
- Walka w kategorii półciężkiej:  Maurício Rua –  Anthony Smith

Zwycięstwo Smitha przez TKO w 1 rundzie
Karta główna
- Walka w kategorii półciężkiej:  Glover Teixeira –  Corey Anderson

Zwycięstwo Andersona przez jednogłośną decyzję sędziów
- Walka w kategorii średniej:  Vitor Miranda –  Abu Azaitar

Zwycięstwo Azaitara przez jednogłośną decyzję sędziów
- Walka w kategorii ciężkiej:  Stefan Struve –  Marcin Tybura

Zwycięstwo Tybury przez jednogłośną decyzję sędziów
- Walka w kategorii półśredniej:  Danny Roberts –  David Zawada

Zwycięstwo Robertsa przez niejednogłośną decyzję sędziów
- Walka w kategorii lekkiej:  Nasrat Haqparast –  Marc Diakiese

Zwycięstwo Haqparasta przez jednogłośną decyzję sędziów
Karta wstępna
- Walka w kategorii lekkiej:  Damir Hadžović –  Nick Hein

Zwycięstwo Hadzovicia przez niejednogłośną decyzję sędziów
- Walka w kategorii półśredniej:  Emil Weber Meek –  Bartosz Fabiński

Zwycięstwo Fabińskiego przez jednogłośną decyzję sędziów
- Walka w kategorii piórkowej:  Nad Narimani –  Khalid Taha

Zwycięstwo Narimaniego przez jednogłośną decyzję sędziów
- Walka w kategorii półciężkiej:  Aleksandar Rakić –  Justin Ledet

Zwycięstwo Rakicia przez jednogłośną decyzję sędziów
- Walka w kategorii koguciej:  Davey Grant –  Manny Bermudez

Zwycięstwo Bermundeza przez poddanie w 1 rundzie
- Walka w kategorii półciężkiej:  Darko Stošić –  Jeremy Kimball

Zwycięstwo Stošicia przez TKO w 1 rundzie
- Walka w kategorii koguciej:  Pingyuan Liu –  Damian Stasiak

Zwycięstwo Pingyuan Liu przez jednogłośną decyzję sędziów
Nagrody bonusowe:
- Walka wieczoru →   Danny Roberts –  David Zawada
- Występ wieczoru →  Manny Bermudez  oraz  Anthony Smith

### UFC Fight Night: Hunt vs. Oleynik
Walka wieczoru:
- Walka w kategorii ciężkiej:  Mark Hunt –  Aleksiej Olejnik

Zwycięstwo Olejnika przez poddanie w 1 rundzie
Karta główna
- Walka w kategorii półciężkiej:  Jan Błachowicz –  Nikita Kryłow

Zwycięstwo Błachowicza przez poddanie w 2 rundzie
- Walka w kategorii ciężkiej:  Andrej Arłouski –  Shamil Abdurakhimov

Zwycięstwo Abdurakhimov przez jednogłośną decyzję sędziów
- Walka w kategorii półśredniej:  Thiago Alves  –  Aleksiej Kunczenko

Zwycięstwo Kunczenko przez jednogłośną decyzję sędziów
- Walka w kategorii średniej:  Khalid Murtazaliev –  C.B. Dollaway

Zwycięstwo Murtazalieva przez TKO w 2 rundzie
Karta wstępna
- Walka w kategorii koguciej:  Jin Soo Son –  Piotr Jan

Zwycięstwo Jana przez jednogłośną decyzję sędziów
- Walka w kategorii lekkiej:  Kajan Johnson –  Rustam Chabiłow

Zwycięstwo Chabiłowa przez niejednogłośną decyzję sędziów
- Walka w kategorii lekkiej:  Majrbiek Tajsumow –  Desmond Green

Zwycięstwo Tajsumowa przez jednogłośną decyzję sędziów
- Walka w kategorii półciężkiej:  Marcin Prachnio –  Magomied Ankalajew

Zwycięstwo Ankalajewa przez KO w 1 rundzie
- Walka w kategorii średniej:  Adam Jandijew –  Jordan Johnson

Zwycięstwo Johnsona przez poddanie w 2 rundzie
- Walka w kategorii półśredniej:  Ramazan Emiejew –  Stefan Sekulić

Zwycięstwo Emiejewa przez jednogłośną decyzję sędziów
- Walka w kategorii koguciej:  Merab Dwaliszwili –  Terrion Ware

Zwycięstwo Dvalishviliego przez jednogłośną decyzję sędziów
Nagrody bonusowe:
- Walka wieczoru →   Jin Soo Son –  Piotr Jan. Koreańczyk Jin Soo Son nie otrzymał bonusu z powodu nie zrobienia limitu wagowego
- Występ wieczoru →   Jan Błachowicz,  Magomied Ankalajew  oraz  Aleksiej Olejnik

### UFC on ESPN+ 3: Błachowicz vs. Santos
Walka wieczoru:
- Walka w kategorii półciężkiej:  Thiago Santos  –  Jan Błachowicz

Zwycięstwo Santosa przez TKO w 3 rundzie
Karta główna:
- Walka w kategorii ciężkiej:  Marcos Rogério de Lima  –  Stefan Struve

Zwycięstwo Struve przez poddanie w 2 rundzie
- Walka w kategorii półciężkiej:  Michał Oleksiejczuk  –  Gian Villante

Zwycięstwo Oleksiejczuka przez TKO w 1 rundzie
- Walka w kategorii muszej kobiet:  Lucie Pudilová  –  Liz Carmouche

Zwycięstwo Carmouche przez jednogłośną decyzję sędziów
- Walka w kategorii koguciej:  Piotr Jan  –  John Dodson

Zwycięstwo Jana przez jednogłośną decyzję sędziów
- Walka w limicie -94 kg:  Klidson Abreu  –  Magomied Ankalajew

Zwycięstwo Ankalajewa przez jednogłośną decyzję sędziów
Karta wstępna:
- Walka w kategorii półśredniej:   Carlo Pedersoli Jr.   –  Dwight Grant

Zwycięstwo Granta przez TKO w 1 rundzie
- Walka w kategorii piórkowej:  Chris Fishgold  –  Daniel Teymur

Zwycięstwo Fishgolda przez poddanie w 2 rundzie
- Walka w kategorii muszej kobiet:  Gillian Robertson  –  Veronica Macedo

Zwycięstwo Robertson przez poddanie w 2 rundzie
- Walka w kategorii lekkiej:  Damir Hadžović  –  Polo Reyes

Zwycięstwo Hadzovicia przez TKO w 2 rundzie
- Walka w kategorii półśredniej:  Ismaił Naurdijew –  Michel Prazeres

Zwycięstwo Naurdijewa  przez jednogłośną decyzję sędziów
- Walka w kategorii lekkiej:  Diego Ferreira  –  Rustam Chabiłow

Zwycięstwo Ferreiry  przez jednogłośną decyzję sędziów
- Walka w kategorii lekkiej:  Joel Alvarez  –  Damir Ismagułow

Zwycięstwo Ismagułowa przez jednogłośną decyzję sędziów
Nagrody bonusowe:
- Występ wieczoru →   Thiago Santos,  Stefan Struve,  Michał Oleksiejczuk oraz  Dwight Grant

### UFC on ESPN+ 5: Till vs. Masvidal
Walka wieczoru:
- Walka w kategorii półśredniej:  Darren Till  –  Jorge Masvidal

Zwycięstwo Masvidala przez TKO w 2 rundzie
Karta główna:
- Walka w kategorii półśredniej:  Leon Edwards  –  Gunnar Nelson

Zwycięstwo Edwardsa przez niejednogłośną decyzję sędziów
- Walka w kategorii półciężkiej:  Volkan Oezdemir  –  Dominick Reyes

Zwycięstwo Reyesa przez niejednogłośną decyzję sędziów
- Walka w kategorii koguciej:  Nathaniel Wood  –  Jose Alberto Quiñones

Zwycięstwo Wooda przez poddanie w 2 rundzie
- Walka w kategorii półśredniej:  Claudio Silva  –  Danny Roberts

Zwycięstwo Silvy przez poddanie w 3 rundzie
- Walka w kategorii w limicie -81 kg:  Jack Marshman  –  John Phillips

Zwycięstwo Marshmana przez niejednogłośną decyzję sędziów
Karta wstępna:
- Walka w kategorii piórkowej:  Arnold Allen  –  Jordan Rinaldi

Zwycięstwo Allena przez jednogłośną decyzję sędziów
- Walka w kategorii lekkiej:  Marc Diakiese  –  Joe Duffy

Zwycięstwo Diakiese przez jednogłośną decyzję sędziów
- Walka w kategorii półciężkiej:  Nicolae Negumereanu  –   Saparbeg Safarov

Zwycięstwo Safarova przez jednogłośną decyzję sędziów
- Walka w kategorii piórkowej:  Danny Henry  –  Dan Ige

Zwycięstwo Ige przez poddanie w 1 rundzie
- Walka w kategorii muszej kobiet:  Priscila Cachoeira  –  Molly McCann

Zwycięstwo McCann przez jednogłośną decyzję sędziów
- Walka w kategorii piórkowej:  Mike Grundy  –  Nad Narimani

Zwycięstwo Grundy'ego przez TKO w 2 rundzie
Nagrody bonusowe:
- Walka wieczoru →    Darren Till  –  Jorge Masvidal
- Występ wieczoru →   Dan Ige,  Jorge Masvidal

### UFC on ESPN+ 7: Olejnik vs. Overeem
Walka wieczoru:
- Walka w kategorii ciężkiej:  Alistair Overeem  –  Aleksiej Olejnik

Zwycięstwo Overeem przez TKO w 1 rundzie
Karta główna:
- Walka w kategorii lekkiej:   Arman Carukjan  –  Isłam Machaczew

Zwycięstwo Makhachev przez jednogłośną decyzję sędziów
- Walka w kategorii ciężkiej:  Marcelo Golm  –  Siergiej Pawłowicz

Zwycięstwo Pawłowicza przez KO w 1 rundzie
- Walka w kategorii muszej kobiet:  Antonina Shevchenko  –  Roxanne Modafferi

Zwycięstwo Modafferi przez niejednogłośną decyzję sędziów
- Walka w kategorii średniej:  Krzysztof Jotko  –  Alen Amedowski

Zwycięstwo Jotko przez jednogłośną decyzję sędziów
- Walka w kategorii koguciej:  Seung Woo Choi –  Mowsar Jewłojew

Zwycięstwo Jewłojewa przez jednogłośną decyzję sędziów
Karta wstępna:
- Walka w kategorii półśredniej:  Keita Nakamura  –  Sultan Aliev

Zwycięstwo Alieva przez jednogłośną decyzję sędziów
- Walka w kategorii półśredniej:  Alex da Silva  –  Aleksandr Jakowlew

Zwycięstwo Jakowlewa przez poddanie w 2 rundzie
- Walka w kategorii ciężkiej:  Marcin Tybura  –  Szamil Abdurachimow

Zwycięstwo Abdurachimowa przez TKO w 2 rundzie
- Walka w kategorii półciężkiej:  Michał Oleksiejczuk  –  Gadżymurad Antigułow

Zwycięstwo Oleksiejczuka przez TKO w 1 rundzie
- Walka w kategorii lekkiej:   Rafael Fiziev  –  Magomied Mustafajew

Zwycięstwo Mustafajewa przez KO w 1 rundzie
Nagrody bonusowe:
- Walka wieczoru →    Arman Carukjan  –  Isłam Machaczew
- Występ wieczoru →   Magomied Mustafajew oraz  Sergiej Pawłowicz

### UFC on ESPN+ 10: Gustafsson vs. Smith
Walka wieczoru:
- Walka w kategorii półciężkiej:  Alexander Gustafsson  –  Anthony Smith

Zwycięstwo Smitha przez poddanie w 4 rundzie
Karta główna:
- Walka w kategorii półciężkiej:  Aleksandar Rakić  –  Jimi Manuwa

Zwycięstwo Rakicia przez KO w 1 rundzie
- Walka w kategorii piórkowej:  Chris Fishgold  –  Makwan Amirkhani

Zwycięstwo Amirkhaniego przez poddanie w 2 rundzie
- Walka w kategorii lekkiej:  Damir Hadžović  –  Christos Giagos

Zwycięstwo Giagosa przez jednogłośną decyzję sędziów
Karta wstępna:
- Walka w kategorii piórkowej:  Sung Bin Jo  –  Daniel Teymur

Zwycięstwo Teymura przez jednogłośną decyzję sędziów
- Walka w kategorii koguciej kobiet:  Lina Länsberg  –  Lina Länsberg

Zwycięstwo Länsberg przez jednogłośną decyzję sędziów
- Walka w kategorii lekkiej:  Leonardo Santos  –  Steven Ray

Zwycięstwo Santosa przez TKO w 1 rundzie
- Walka w kategorii półśredniej:  Frank Camacho  –  Nick Hein

Zwycięstwo Camacho przez TKO w 2 rundzie
- Walka w kategorii piórkowej kobiet:  Duda Santana  –  Bea Malecki

Zwycięstwo Malecki przez poddanie w 2 rundzie
- Walka w kategorii półciężkiej:  Darko Stošić  –  Devin Clark

Zwycięstwo Clarka przez jednogłośną decyzję sędziów
- Walka w kategorii lekkiej:  Joel Alvarez  –  Danilo Belluardo

Zwycięstwo Alvareza przez TKO w 2 rundzie
Nagrody bonusowe:
- Występ wieczoru →   Aleksandar Rakić,  Leonardo Santos,  Makwan Amirkhani oraz  Anthony Smith

### UFC on ESPN+ 18: Hermansson vs. Cannonier
Walka wieczoru:
- Walka w kategorii średniej:  Jack Hermansson –  Jared Cannonier

Zwycięstwo Cannoniera przez TKO w 2 rundzie
Karta główna:
- Walka w kategorii lekkiej:  Mark Madsen –  Danilo Belluardo

Zwycięstwo Madsena przez TKO w 1 rundzie
- Walka w kategorii półśredniej:  Gilbert Burns –  Gunnar Nelson

Zwycięstwo Burnsa przez jednogłośną decyzję sędziów
- Walka w kategorii półciężkiej:  Ion Cutelaba –  Khalil Rountree

Zwycięstwo Cutelaby przez TKO w 2 rundzie
- Walka w kategorii półciężkiej:  Michał Oleksiejczuk –  Ovince Saint Preux

Zwycięstwo Saint Preuxa przez poddanie w 2 rundzie
- Walka w kategorii półśredniej:  Alex Oliveira –  Nicolas Dalby

Zwycięstwo Dalby'ego przez jednogłośną decyzję sędziów
Karta wstępna:
- Walka w kategorii średniej:  Alen Amedowski –  John Phillips

Zwycięstwo Phillipsa przez KO w 1 rundzie
- Walka w kategorii średniej:  Alessio Di Chirico -   Makhmud Muradov

Zwycięstwo Muradova  przez jednogłośną decyzję sędziów
- Walka w kategorii półśredniej:  Siyar Bahadurzada –  Ismaił Naurdijew

Zwycięstwo Naurdijewa przez jednogłośną decyzję sędziów
- Walka w kategorii lekkiej:  Giga Chikadze –  Brandon Davis

Zwycięstwo Chikadze przez niejednogłośną decyzję sędziów
- Walka w kategorii koguciej kobiet:  Lina Länsberg –  Macy Chiasson

Zwycięstwo Länsberg przez jednogłośną decyzję sędziów
- Walka w kategorii lekkiej:  Marc Diakiese –  Lando Vannata

Zwycięstwo Diakiese przez jednogłośną decyzję sędziów
- Walka w kategorii koguciej:  Jack Shore –  Nohelin Hernandez

Zwycięstwo Shore'a przez poddanie w 3 rundzie
Nagrody bonusowe:
- Występ wieczoru →   Jared Cannonier,  Ovince Saint Preux,  John Phillips oraz  Jack Shore

### UFC on ESPN+ 21: Magomedsharipov vs. Kattar
Walka wieczoru:
- Walka w kategorii piórkowej:  Zabit Magomiedszaripow –  Calvin Kattar

Zwycięstwo Magomiedszaripowa przez jednogłośną decyzję sędziów
Karta główna:
- Walka w kategorii ciężkiej:  Aleksandr Wołkow  -   Greg Hardy

Zwycięstwo Wołkowa przez jednogłośną decyzję sędziów
- Walka w kategorii półśredniej:  Danny Roberts –  Zelim Imadaev

Zwycięstwo Robertsa przez KO w 2 rundzie
- Walka w kategorii półciężkiej:  Khadis Ibragimov –  Ed Herman

Zwycięstwo Hermana przez jednogłośną decyzję sędziów
- Walka w kategorii półśredniej:  Ramazan Emiejew –  Anthony Rocco Martin

Zwycięstwo Martina przez jednogłośną decyzję sędziów
- Walka w kategorii półciężkiej:  Klidson Abreu –  Shamil Gamzatov

Zwycięstwo Gamzatova przez niejednogłośną decyzję sędziów
Karta wstępna:
- Walka w kategorii półciężkiej:  Dalcha Lungiambula –  Magomied Ankalajew

Zwycięstwo Ankalajew przez KO w 3 rundzie
- Walka w kategorii lekkiej:  Rustam Chabiłow –  Sergey Khandozhko

Zwycięstwo Chabiłowa przez jednogłośną decyzję sędziów
- Walka w kategorii średniej:  Roman Kopylov –  Karl Roberson

Zwycięstwo Robertsona przez poddanie w 3 rundzie
- Walka w kategorii półśredniej:  David Zawada –  Abubakar Nurmagomiedow

Zwycięstwo Zawady przez poddanie w 1 rundzie
- Walka w kategorii lekkiej:  Aleksandr Jakowlew –  Roosevelt Roberts

Zwycięstwo Robertsa przez jednogłośną decyzję sędziów
- Walka w kategorii koguciej kobiet:  Jessica-Rose Clark –  Pannie Kianzad

Zwycięstwo Kianzad przez jednogłośną decyzję sędziów
- Walka w kategorii koguciej:  Davey Grant –  Grigorii Popov

Zwycięstwo Granta przez niejednogłośną decyzję sędziów
Nagrody bonusowe:
- Występ wieczoru →   David Zawada oraz  Magomied Ankalajew
- Walka wieczoru →  Zabit Magomiedszaripow –  Calvin Kattar

### UFC Fight Night: Volkov vs. Aspinall
Walka wieczoru:
- Walka w kategorii ciężkiej:  Tom Aspinall -  Aleksandr Wołkow

Zwycięstwo Aspinalla przez poddanie w 1 rundzie
Karta główna:
- Walka w kategorii piórkowej:  Dan Hooker –  Arnold Allen

Zwycięstwo Allena przez TKO w 1 rundzie
- Walka w kategorii lekkiej:  Paddy Pimblett –  Rodrigo Vargas

Zwycięstwo Pimbletta przez poddanie w 1 rundzie
- Walka w kategorii półśredniej:  Gunnar Nelson -  Takashi Sato

Zwycięstwo Nelsona przez jednogłośną decyzję sędziów
- Walka w kategorii muszej kobiet:  Luana Carolina –  Molly McCann

Zwycięstwo McCann przez TKO w 3 rundzie
- Walka w kategorii lekkiej:  Jai Herbert –  Ilia Topuria

Zwycięstwo Topuri przez TKO w 2 rundzie
Karta wstępna:
- Walka w kategorii piórkowej:  Mike Grundy –  Makwan Amirkhani

Zwycięstwo Amirkhaniego przez poddanie w 1 rundzie
- Walka w kategorii ciężkiej:  Siergiej Pawłowicz –  Szamil Abdurachimow

Zwycięstwo Pawłowicza przez TKO w 1 rundzie
- Walka w kategorii półciężkiej:  Paul Craig –  Nikita Kryłow

Zwycięstwo Craig'a przez poddanie w 1 rundzie
- Walka w kategorii koguciej:  Timur Valiev –  Jack Shore

Zwycięstwo Shore'a przez jednogłośną decyzję sędziów
- Walka w kategorii słomkowej kobiet:  Cory McKenna –  Elise Reed

Zwycięstwo Reed przez niejednogłośną decyzję sędziów
- Walka w kategorii muszej:  Muhammad Mokaev –  Cody Durden

Zwycięstwo Mokaeva przez poddanie w 1 rundzie
Nagrody bonusowe:
- Występ wieczoru →   Tom Aspinall,  Arnold Allen,  Paddy Pimblett,  Molly McCann,  Ilia Topuria,  Makwan Amirkhani,  Sergei Pavlovich,  Paul Craig,  Muhammad Mokaev

### UFC Fight Night: Aspinall vs. Blaydes
Walka wieczoru:
- Walka w kategorii ciężkiej:   Tom Aspinall –  Curtis Blaydes

Zwycięstwo Blaydesa przez TKO w 1 rundzie
Karta główna:
- Walka w kategorii średniej:   Jack Hermansson -  Chris Curtis

Zwycięstwo Hermanssona przez jednogłośną decyzję sędziów
- Walka w kategorii lekkiej:   Paddy Pimblett –  Jordan Leavitt

Zwycięstwo Pimbletta przez poddanie w 2 rundzie
- Walka w kategorii półciężkiej:   Alexander Gustafsson –  Nikita Kryłow

Zwycięstwo Kryłowa przez TKO w 1 rundzie
- Walka kobiet w kategorii muszej:   Molly McCann –  Hannah Goldy

Zwycięstwo McCann przez TKO w 1 rundzie
- Walka w kategorii półciężkiej:   Paul Craig –  Volkan Oezdemir

Zwycięstwo Oezdemira przez jednogłośną decyzję sędziów
Karta wstępna:
- Walka w kategorii lekkiej:   Ľudovít Klein –  Mason Jones

Zwycięstwo Kleina przez jednogłośną decyzję sędziów
- Walka w kategorii lekkiej:   Damir Hadžović –  Marc Diakiese

Zwycięstwo Diakiese przez jednogłośną decyzję sędziów
- Walka w kategorii piórkowej:   Nathaniel Wood –  Charles Rosa

Zwycięstwo Wooda przez jednogłośną decyzję sędziów
- Walka w kategorii piórkowej:   Makwan Amirkhani –  Jonathan Pearce

Zwycięstwo Pearce przez TKO w 2 rundzie
- Walka w kategorii muszej:   Muhammad Mokaev –  Charles Johnson

Zwycięstwo Mokaeva przez jednogłośną decyzję sędziów
- Walka w kategorii lekkiej:   Kyle Nelson –  Jai Herbert

Zwycięstwo Herberta przez jednogłośną decyzję sędziów
- Walka kobiet w kategorii muszej:   Mandy Böhm –  Victoria Leonardo

Zwycięstwo Leonardo przez jednogłośną decyzję sędziów
- Walka w kategorii półśredniej:   Claudio Silva –  Nicolas Dalby

Zwycięstwo Dalby'ego przez jednogłośną decyzję sędziów
Nagrody bonusowe:
- Występ wieczoru →  Paddy Pimblett,  Molly McCann,  Nikita Kryłow oraz  Jonathan Pearce

### UFC Fight Night: Gane vs. Tuivasa
Walka wieczoru:
- Walka w kategorii ciężkiej:   Ciryl Gane –  Tai Tuivasa

Zwycięstwo Gane przez TKO w 3 rundzie
Karta główna:
- Walka w kategorii średniej:   Robert Whittaker –  Marvin Vettori

Zwycięstwo Whittakera przez jednogłośną decyzję sędziów
- Walka w kategorii średniej:   Nassourdine Imawow –  Joaquin Buckley

Zwycięstwo Imawowa przez jednogłośną decyzję sędziów
- Walka w kategorii średniej:   Alessio Di Chirico –  Roman Kopyłow

Zwycięstwo Kopyłowa przez TKO w 3 rundzie
- Walka w kategorii piórkowej:   William Gomis –  Jarno Errens

Zwycięstwo Gomisa przez jednogłośną decyzję sędziów
- Walka w kategorii piórkowej:   Charles Jourdain –  Nathaniel Wood

Zwycięstwo Wooda przez jednogłośną decyzję sędziów
Karta wstępna:
- Walka w kategorii średniej:   Abusupijan Magomiedow –  Dustin Stoltzfus

Zwycięstwo Magomiedowa przez TKO w 1 rundzie
- Walka w kategorii lekkiej:   Nasrat Haqparast –  John Makdessi

Zwycięstwo Haqparasta przez jednogłośną decyzję sędziów
- Walka w kategorii lekkiej:   Farès Ziam –  Michał Figlak

Zwycięstwo Ziama przez jednogłośną decyzję sedziów
- Walka w kategorii lekkiej:   Gabriel Miranda –  Benoît Saint Denis

Zwycięstwo Saint Denisa przez KO w 2 rundzie
- Walka w kategorii koguciej:   Cristian Quiñonez –  Khalid Taha

Zwycięstwo Quiñoneza przez TKO w 1 rundzie
- Walka kobiet w kategorii piórkowej:   Ailin Perez –  Stephanie Egger

Zwycięstwo Egger przez poddanie w 2 rundzie
Nagrody bonusowe:
- Walka wieczoru →   Ciryl Gane –  Tai Tuivasa
- Występ wieczoru →  Benoît Saint Denis oraz  Abusupijan Magomiedow

### UFC 286: Edwards. Usman 3
Walka wieczoru:
- Walka o pas mistrzowski UFC w kategorii półśredniej:  Leon Edwards  –  Kamaru Usman

Zwycięstwo Edwardsa przez większościową decyzję sędziów
Karta główna:
- Walka w kategorii lekkiej:  Rafael Fiziev  –  Justin Gaethje

Zwycięstwo Gaethje przez większościową decyzję sędziów
- Walka w kategorii półśredniej:  Gunnar Nelson  –  Bryan Barberena

Zwycięstwo Nelsona przez poddanie w 1 rundzie
- Walka kobiet w kategorii muszej:  Jennifer Maia  –  Casey O'Neill

Zwycięstwo Mai przez jednogłośną decyzję sędziów
- Walka w kategorii średniej:  Roman Dolidze  –  Marvin Vettori

Zwycięstwo Vettoriego przez jednogłośną decyzję sędziów
Karta wstępna:
- Walka w kategorii piórkowej:  Makwan Amirkhani –  Jack Shore

Zwycięstwo Shora przez poddanie w 2 rundzie
- Walka w kategorii lekkiej:  Chris Duncan  –  Omar Morales

Zwycięstwo Duncana przez jednogłośną decyzję sędziów
- Walka w kategorii lekkiej:  Sam Patterson  –  Yanal Ashmoz

Zwycięstwo Ashmoza przez KO w 1 rundzie
- Walka w kategorii muszej:  Jafel Filho  –  Muhammad Mokaev

Zwycięstwo Mokaeva przez poddanie w 3 rundzie
- Walka w kategorii piórkowej:  Gabriel Santos –  Lerone Murphy

Zwycięstwo Murphyego przez niejednogłośną decyzję sędziów
- Walka w kategorii średniej:  Christian Leroy Duncan –  Duško Todorović

Zwycięstwo Leroya Duncana przez TKO w 1 rundzie
- Walka w kategorii muszej:  Malcolm Gordon  –  Jake Hadley

Zwycięstwo Hadleya TKO w 1 rundzie
- Walka kobiet w kategorii muszej:  Luana Carolina –   Joanne Calderwood

Zwycięstwo Calderwood przez niejednogłośną decyzję sędziów
- Walka w kategorii lekkiej:  Jai Herbert  –  Ľudovít Klein

Remis większościowy
- Walka kobiet w kategorii muszej:  Juliana Miller  –  Veronica Hardy

Zwycięstwo Hardy przez jednogłośną decyzję sędziów
Nagrody bonusowe:
- Walka wieczoru →   Rafael Fiziev  –  Justin Gaethje
- Występ wieczoru →  Jake Hadley oraz  Gunnar Nelson

### UFC Fight Night: Aspinall vs. Tybura
Walka wieczoru:
- Walka w kategorii ciężkiej:  Tom Aspinall –  Marcin Tybura

Zwycięstwo Aspinalla przez TKO w 1 rundzie
Karta główna:
- Walka kobiet w kategorii muszej:  Molly McCann –  Julija Stoliarenko

Zwycięstwo Stoliarenko przez poddanie w 1 rundzie
- Walka w kategorii piórkowej:  Nathaniel Wood –  Andre Fili

Zwycięstwo Wooda przez jednogłośną decyzję sędziów
- Walka w kategorii średniej:  André Muniz  –  Paul Craig

Zwycięstwo Craiga przez TKO w 2 rundzie
- Walka w kategorii lekkiej:  Jai Herbert –  Farès Ziam

Zwycięstwo Ziama przez jednogłośną decyzję sędziów
- Walka w kategorii piórkowej:  Joshua Culibao –  Lerone Murphy

Zwycięstwo Murphy'ego przez jednogłośną decyzję sędziów
Karta wstępna:
- Walka w kategorii koguciej:  Davey Grant –  Daniel Marcos

Zwycięstwo Marcosa przez niejednogłośną decyzję sędziów
- Walka w kategorii półśredniej:  Danny Roberts  –  Jonny Parsons

Zwycięstwo Parsonsa przez TKO w 2 rundzie
- Walka w kategorii lekkiej:  Marc Diakiese –  Joel Alvarez

Zwycięstwo Alvareza przez poddanie w 2 rundzie
- Walka w kategorii ciężkiej:  Michael Parkin –  Jamal Pogues

Zwycięstwo Parkina przez jednogłośną decyzję sędziów
- Walka w kategorii średniej:  Makhmud Muradov  –  Bryan Barberena

Zwycięstwo Muradova przez jednogłośną decyzję sedziów
- Walka kobiet w kategorii koguciej:  Ketlen Vieira –  Pannie Kianzad

Zwycięstwo Vieiry przez jednogłośną decyzję sedziów
- Walka w kategorii lekkiej:  Yanal Ashmouz –  Chris Duncan

Zwycięstwo Duncana przez jednogłośną decyzję sędziów
- Walka kobiet w kategorii słomkowej:  Bruna Brasil –  Shauna Bannon

Zwycięstwo Brasil przez jednogłośną decyzję sędziów
- Walka w kategorii muszej:  Jafel Filho  –  Daniel Barez

Zwycięstwo Filho przez poddanie w 1 rundzie
Nagrody bonusowe:
- Walka wieczoru →    Danny Roberts  –  Jonny Parsons
- Występ wieczoru →  Tom Aspinall oraz  Paul Craig

### UFC Fight Night: Gane vs. Spivak
Walka wieczoru:
- Walka w kategorii ciężkiej:  Ciryl Gane  –  Sergiej Spiwak

Zwycięstwo Gane przez TKO w 2 rundzie
Karta główna:
- Walka kobiet w kategorii muszej:  Manon Fiorot  –  Rose Namajunas

Zwycięstwo Fiorot przez jednogłośna decyzję sędziów
- Walka w kategorii lekkiej:  Thiago Moisés  –  Benoît Saint Denis

Zwycięstwo Saint Denisa przez TKO w 2 rundzie
- Walka w kategorii półciężkiej:  Volkan Oezdemir  –  Bogdan Guskov

Zwycięstwo Oezdemira przez poddanie w 1 rundzie
- Walka w kategorii piórkowej:  Yanis Ghemmouri  –  William Gomis

Zwycięstwo Gomisa przez KO w 3 rundzie
- Walka w kategorii piórkowej:  Morgan Charriere  –  Manolo Zecchini

Zwycięstwo Charriere przez TKO w 1 rundzie
Karta wstępna:
- Walka w kategorii koguciej:  Taylor Lapilus  –  Caolán Loughran

Zwycięstwo Lapilusa przez jednogłośna decyzję sędziów
- Walka w kategorii półśredniej:  Rhys McKee  –  Ange Loosa

Zwycięstwo Loosy przez jednogłośna decyzję sędziów
- Walka kobiet w kategorii koguciej:  Nora Cornolle  –  Joselyne Edwards

Zwycięstwo Cornolle przez jednogłośna decyzję sędziów
- Walka w kategorii koguciej:  Farid Basharat  –  Kleydson Rodrigues

Zwycięstwo Basharata przez poddanie w 1 rundzie
- Walka kobiet w kategorii koguciej:  Zarah Fairn  –  Jacqueline Cavalcanti

Zwycięstwo Cavalcanti przez jednogłośna decyzję sędziów
Nagrody bonusowe:
- Walka wieczoru →   Thiago Moisés  –  Benoît Saint Denis
- Występ wieczoru →  Morgan Charriere oraz  Ciryl Gane

### UFC 304: Edwards vs. Muhammad 2
Walka wieczoru:
- Walka o pas mistrzowski UFC w kategorii półśredniej:  Leon Edwards  –  Belal Muhammad

Zwycięstwo Muhammada przez jednogłośną decyzję sędziów
Karta główna:
- Walka o tymczasowy pas mistrzowski UFC w kategorii ciężkiej:  Tom Aspinall –  Curtis Blaydes

Zwycięstwo Aspinalla przez TKO w 1 rundzie
- Walka w kategorii lekkiej:  Paddy Pimblett –  Bobby Green

Zwycięstwo Pimbletta przez poddanie w 1 rundzie
- Walka w kategorii średniej:  Gregory Rodrigues –  Christian Leroy Duncan

Zwycięstwo Rodriguesa przez jednogłośną decyzję sędziów
- Walka w kategorii piórkowej:  Arnold Allen –  Giga Chikadze

Zwycięstwo Allen'a przez jednogłośną decyzję sędziów
Karta wstępna:
- Walka w kategorii piórkowej:  Nathaniel Wood –  Daniel Pineda

Zwycięstwo Wooda przez jednogłośną decyzję sędziów
- Walka kobiet w kategorii słomkowej:  Bruna Brasil –  Molly McCann

Zwycięstwo Brasil przez jednogłośną decyzję sędziów
- Walka w kategorii koguciej:  Jake Hadley –  Caolán Loughran

Zwycięstwo Hadley'a przez jednogłośną decyzję sędziów
- Walka w kategorii koguciej:  Muhammad Mokaev –  Manel Kape

Zwycięstwo Mokaeva przez jednogłośną decyzję sędziów
- Walka w kategorii półśredniej:  Preston Parsons –  Oban Elliott

Zwycięstwo Elliotta przez jednogłośną decyzję sędziów
- Walka w kategorii półciężkiej:  Modestas Bukauskas –  Marcin Prachnio

Zwycięstwo  Bukauskasa przez poddanie w 3 rundzie
- Walka w kategorii półśredniej:  Sam Patterson –  Kiefer Crosbie

Zwycięstwo Pattersona przez poddanie w 1 rundzie
- Walka w kategorii ciężkiej:  Mick Parkin –  Łukasz Brzeski

Zwycięstwo Parkina przez TKO w 1 rundzie
- Walka kobiet w kategorii koguciej:  Shauna Bannon –  Alice Ardelean

Zwycięstwo  Bannon przez niejednogłośną decyzję sędziów
Nagrody bonusowe:
- Występ wieczoru →  Tom Aspinall,  Mick Parkin oraz  Paddy Pimblett

### UFC Fight Night: Moicano vs. Saint Denis
Walka wieczoru:
- Walka w kategorii lekkiej:  Renato Moicano –  Benoît Saint Denis

Zwycięstwo Moicano przez TKO w 2 rundzie
Karta główna:
- Walka w kategorii średniej:  Nassourdine Imawow –  Brendan Allen

Zwycięstwo Imawowa przez jednogłośną decyzję sędziów
- Walka w kategorii piórkowej:  Joanderson Brito –  William Gomis

Zwycięstwo Gomisa przez niejednogłośną decyzję sędziów
- Walka w kategorii półśredniej:  Kevin Jousset –  Bryan Battle

Zwycięstwo Battle'a przez TKO w 2 rundzie
- Walka w kategorii piórkowej:  Gabriel Miranda –  Morgan Charriere

Zwycięstwo Charriere przez KO w 2 rundzie
- Walka w kategorii lekkiej:  Farès Ziam –  Matt Frevola

Zwycięstwo Ziama przez KO w 1 rundzie
Karta wstępna:
- Walka w kategorii półciężkiej:  Ivan Erslan –  Ion Cuțelaba

Zwycięstwo Cuțelaba przez niejednogłośną decyzję sędziów
- Walka w kategorii półciężkiej:  Oumar Sy –  Da Woon Jung

Zwycięstwo Sy przez jednogłośną decyzję sędziów
- Walka w kategorii lekkiej:  Ľudovít Klein –  Roosevelt Roberts

Zwycięstwo Kleina przez jednogłośną decyzję sędziów
- Walka w kategorii koguciej:  Taylor Lapilus –  Vince Morales

Zwycięstwo Lapilusa przez jednogłośną decyzję sędziów
- Walka kobiet w kategorii koguciej:  Ailin Perez –  Darya Zheleznyakova

Zwycięstwo Perez przez niejednogłośną decyzję sędziów
- Walka w kategorii muszej:  Daniel Barez –  Victor Altamirano

Zwycięstwo Bareza przez jednogłośną decyzję sędziów
- Walka kobiet w kategorii koguciej:  Nora Cornolle –  Jacqueline Cavalcanti

Zwycięstwo Cavalcanti przez niejednogłośną decyzję sędziów
- Walka w kategorii lekkiej:  Bolaji Oki –  Chris Duncan

Zwycięstwo Duncana przez techniczne poddanie w 1 rundzie
Nagrody bonusowe:
- Występ wieczoru →  Morgan Charriere,  Farès Ziam,  Chris Duncan oraz  Bryan Battle

### UFC  Fight Night: Edwards vs. Brady
Walka wieczoru
- Walka w kategorii półśredniej:  Leon Edwards –  Sean Brady

Zwycięstwo Brady'ego przez poddanie w 4 rundzie
Karta główna
- Walka w kategorii półciężkiej:  Jan Błachowicz –  Carlos Ulberg

Zwycięstwo Ulberga przez jednogłośną decyzję sędziów
- Walka w kategorii półśredniej:  Gunnar Nelson –  Kevin Holland

Zwycięstwo Hollanda przez jednogłośną decyzję sędziów
- Walka kobiet w kategorii słomkowej:  Alexia Thainara –  Molly McCann

Zwycięstwo Thainary przez poddanie w 1 rundzie
- Walka w kategorii lekkiej:  Jordan Vucenic –  Chris Duncan

Zwycięstwo Duncana przez poddanie w 2 rundzie
- Walka w kategorii piórkowej:  Nathaniel Wood –  Morgan Charriere

Zwycięstwo Wooda przez jednogłośną decyzję sędziów
Karta wstępna
- Walka w kategorii lekkiej:  Jai Herbert –  Chris Padilla

Zwycięstwo Padilli przez niejednogłośną decyzję sędziów
- Walka w kategorii muszej:  Felipe dos Santos –  Lone'er Kavanagh

Zwycięstwo Kavanagha przez jednogłośną decyzję sędziów
- Walka w kategorii ciężkiej:  Marcin Tybura –  Mick Parkin

Zwycięstwo Tybury przez jednogłośną decyzję sędziów
- Walka w kategorii średniej:  Christian Leroy Duncan –  Andrey Pulyaev

Zwycięstwo Duncana przez jednogłośną decyzję sędziów
- Walka kobiet w kategorii słomkowej:  Puja Tomar –  Shauna Bannon

Zwycięstwo Bannon przez poddanie w 2 rundzie
- Walka w kategorii piórkowej:  Nathan Fletcher –  Caolán Loughran

Zwycięstwo Loughrana przez niejednogłośną decyzję sędziów
- Walka w kategorii lekkiej:  Kauê Fernandes –  Guram Kutateladze

Zwycięstwo Fernandesa przez jednogłośną decyzję sędziów
Nagrody bonusowe:
- Występ wieczoru →  Alexia Thainara,  Shauna Bannon,  Sean Brady oraz   Kevin Holland

### UFC Fight Night: Hill vs. Rountree
Walka wieczoru
- Walka w kategorii półciężkiej:  Jamahal Hill –  Khalil Rountree Jr.

Zwycięstwo Rountree Jr. przez jednogłośną decyzję sędziów
Karta główna
- Walka w kategorii lekkiej:  Rafael Fiziev –  Ignacio Bahamondes

Zwycięstwo Fizieva przez jednogłośną decyzję sędziów
- Walka w kategorii ciężkiej:  Rizwan Kuniew –  Curtis Blaydes

Zwycięstwo Blaydesa przez niejednogłośną decyzję sędziów
- Walka w kategorii lekkiej:  Tofiq Musayev –  Myktybek Orolbai

Zwycięstwo Orolbaia przez poddanie w 1 rundzie
- Walka w kategorii lekkiej:  Nazim Sadykhov –  Nikolas Motta

Zwycięstwo Sadykhova przez KO w 2 rundzie
- Walka w kategorii piórkowej:  Bogdan Grad –  Muhammad Naimov

Zwycięstwo Naimova przez jednogłośną decyzję sędziów
Karta wstępna
- Walka w kategorii półśredniej:  Seok Hyun Ko –  Oban Elliott

Zwycięstwo Ko przez jednogłośną decyzję sędziów
- Walka w kategorii średniej:  Ismaił Naurdijew –  Jun Yong Park

Zwycięstwo Parka przez jednogłośną decyzję sędziów
- Walka kobiet w kategorii koguciej:  Melissa Mullins –  Darja Żelezniakowa

Zwycięstwo Żelezniakowej przez jednogłośną decyzję sędziów
- Walka kobiet w kategorii koguciej:  Klaudia Syguła –  Irina Aleksiejewa

Zwycięstwo Syguły przez jednogłośną decyzję sędziów
- Walka w kategorii koguciej:  Azat Maksum –  Tagir Ułanbekow

Zwycięstwo Ułanbekowa przez jednogłośną decyzję sędziów
- Walka w kategorii ciężkiej:  Hamdy Abdelwahab –  Mohammed Usman

Zwycięstwo Usmana przez jednogłośną decyzję sędziów

Nagrody bonusowe:
- Walka wieczoru →  Nazim Sadykhov –  Nikolas Motta

### UFC Fight Night: Imavov vs. Borralho
Walka wieczoru
- Walka w kategorii średniej:  Nassourdine Imawow –  Caio Borralho

Zwycięstwo
Karta główna
- Walka w kategorii lekkiej:  Mauricio Ruffy –  Benoît Saint Denis

Zwycięstwo
- Walka w kategorii ciężkiej:  Ante Delija –  Marcin Tybura

Zwycięstwo
- Walka w kategorii półciężkiej:  Modestas Bukauskas –  Paul Craig

Zwycięstwo
- Walka w kategorii średniej:  Robert Bryczek –  Brad Tavares

Zwycięstwo
- Walka w kategorii lekkiej:  Losene Keita –  Patricio Freire

Zwycięstwo
Karta wstępna
- Walka w kategorii lekkiej:  Bolaji Oki –  Mason Jones

Zwycięstwo
- Walka w kategorii półśredniej:  Rinat Fakhretdinov –  Andreas Gustafsson

Zwycięstwo
- Walka w kategorii półciężkiej:  Brendson Ribeiro –  Oumar Sy

Zwycięstwo
- Walka kobiet w kategorii słomkowej:  Shauna Bannon –  Sam Hughes

Zwycięstwo
- Walka kobiet w kategorii muszej:  Kennedy Freeman –  Yuneisy Duben

Zwycięstwo
- Walka w kategorii piórkowej:  William Gomis –  Robert Ruchała

Zwycięstwo
- Walka w kategorii lekkiej:  Kauê Fernandes –  Farès Ziam

Zwycięstwo
- Walka w kategorii półśredniej:  Sam Patterson –  Trey Waters

Zwycięstwo
Nagrody bonusowe:
- Walka wieczoru →  –
- Występ wieczoru →

### UFC
Walka wieczoru
- Walka w kategorii :  TBA –  TBA

Karta główna
- Walka w kategorii :  TBA –  TBA

Karta wstępna
- Walka w kategorii :  TBA –  TBA

Nagrody bonusowe:
- Walka wieczoru →  –
- Występ wieczoru →